# James Gibbs

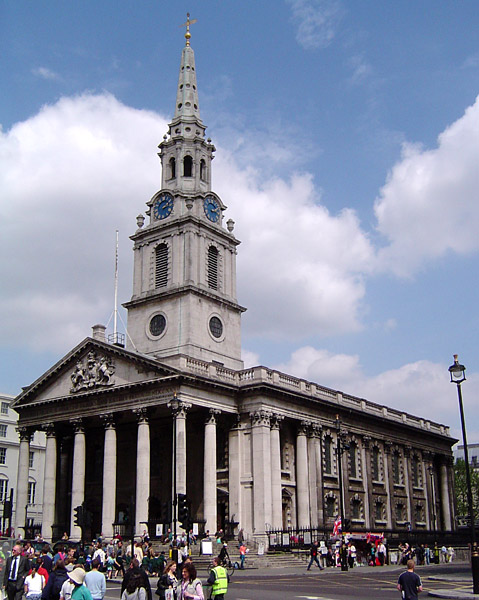
St Martin-in-the-Fields, Londres, es el prototipo de muchas de las de iglesias de Nueva Inglaterra.

James Gibbs (Aberdeen, Escocia 1682 – Londres, 1754) fue uno de los arquitectos británicos más influentes en su tiempo. Se le considera como un arquitecto cuya obra está entre la tradición de sir Christopher Wren, el clasicismo barroco italiano y el palladianismo.

## Contexto

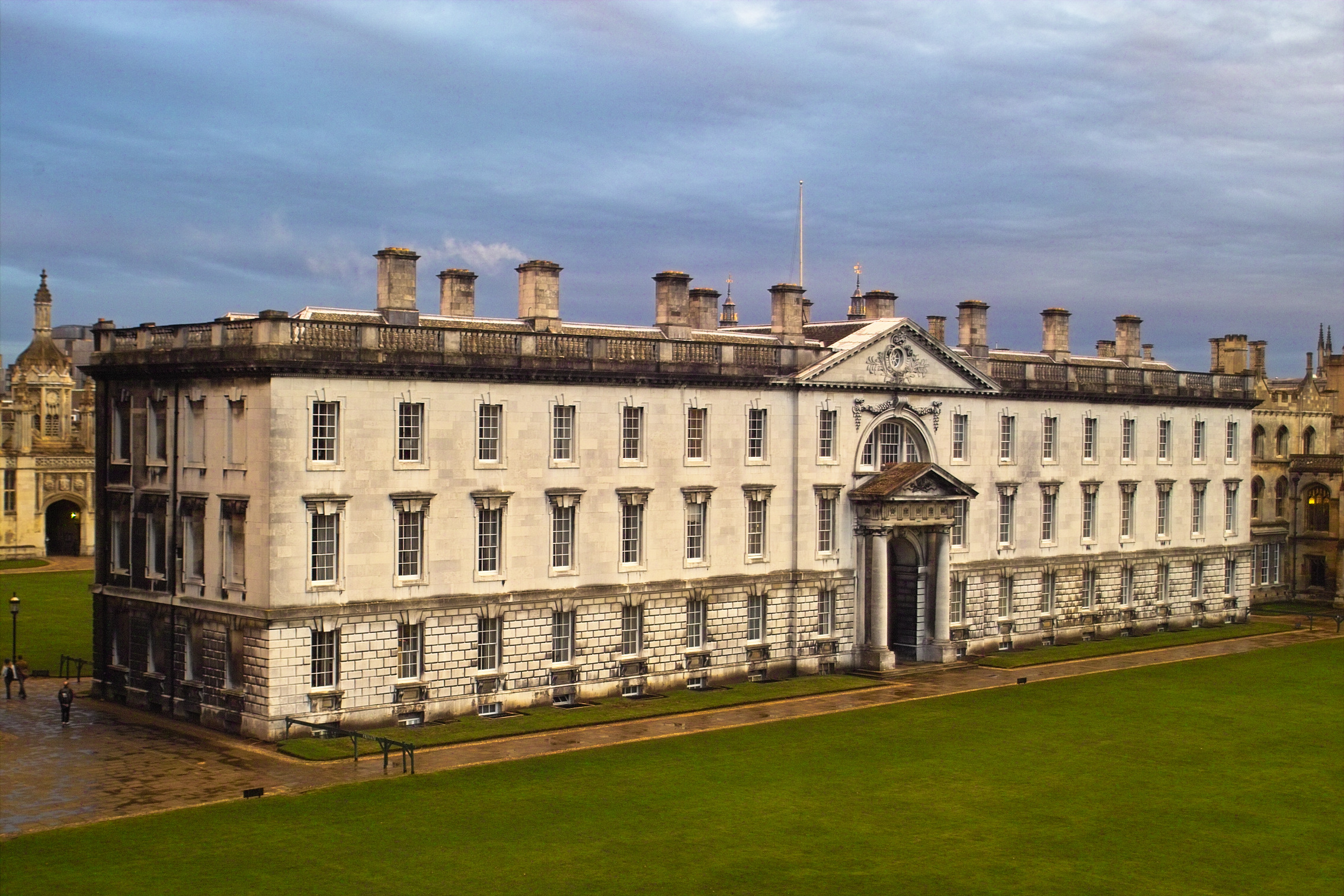
King's College - Edificio Fellows de Gibbs

Nació en el seno de una familia católica en Aberdeen y estudió en el Marischal College, en esa misma ciudad, y en Roma, siendo el único de su época que recibió formación en Italia. Llegó a Londres en 1710, atraído por la noticia de la ampliación de edificios en la Universidad de Cambridge. Pronto su nombre se añadió a la lista de arquitectos para la construcción de nuevas iglesias, llegando a obtener una importante clientela tory entre los que destacan los Condes de Oxford y Mar, Lord Bolingbroke, el Conde Lichfield y el Duque de Bolton.
Gibbs, en privado, era católico y conservador, debido a esto, y a su edad tenía una relación algo diferente con el movimiento palladiano que llegó a dominar la arquitectura inglesa durante su carrera. Los Palladianos eran en gran parte Whigs, liderados por Lord Burlington y Colen Campbell, un compañero escocés que desarrolló una gran rivalidad con Gibbs. La formación profesional italiana de Gibbs bajo el maestro barroco Carlo Fontana también lo distinguió de la escuela palladiana. Sin embargo, a pesar de estar pasado de moda, se hizo muy influyente a través de sus trabajos publicados, que se hicieron populares como libros de patrones para la arquitectura. El hecho de nombrar el tipo de marco de Gibbs a un marco para puertas y ventanas, que ciertamente no inventó, da testimonio de esta influencia.

Su estilo arquitectónico incorporó elementos de Palladio, así como formas del Barroco italiano e Inigo Jones (1573-1652), pero fue influenciado más fuertemente por el trabajo de Sir Christopher Wren (1632-1723), quien fue uno de los primeros partidarios de Gibbs. En general, Gibbs fue un individuo que formó su propio estilo independientemente de las modas en voga. El historiador arquitectónico John Summerson describe su trabajo como el cumplimiento de las ideas arquitectónicas de Wren, que no se desarrollaron completamente en sus propios edificios. A pesar de la influencia de sus libros, Gibbs tuvo poco efecto en la dirección posterior de la arquitectura británica, que vio el surgimiento del neoclasicismo poco después de su muerte.

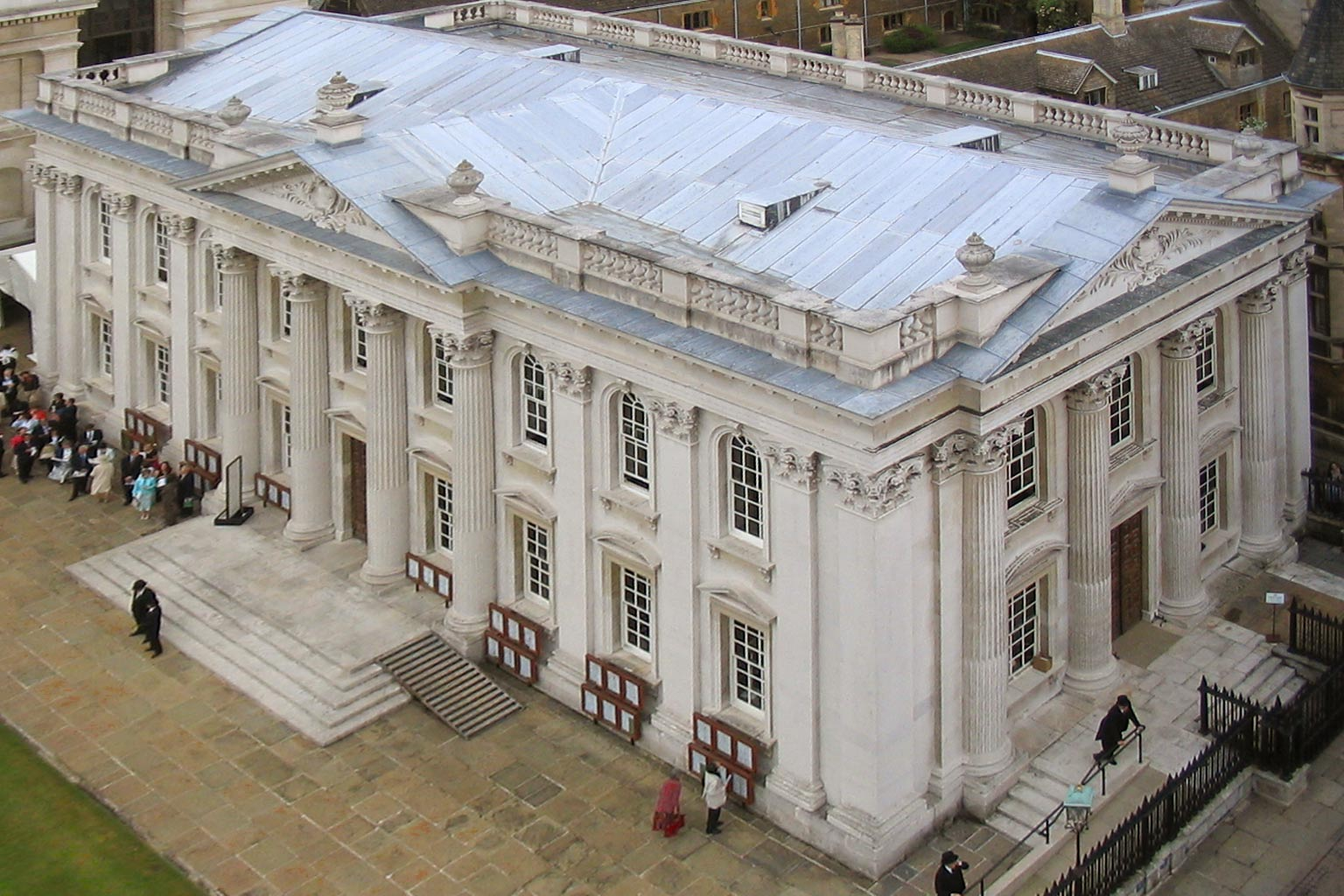
Cambridge University Senate House

## Antecedentes y educación
Nacido el 23 de diciembre de 1682 en Fittysmire, Aberdeen, Escocia, hijo menor de un comerciante llamado Patrick Gibbs y su segunda esposa Ann Gordon, la familia era católica; tenía un hermanastro, William del primer matrimonio con Isabel Farquhar. Fue educado en la Aberdeen Grammar School y el Marischal College. Después de la muerte de sus padres fue en 1700 a quedarse con parientes en Holanda. Luego viajó por Europa, visitando Flandes, Francia, Suiza y Alemania. Algún tiempo después se fue a Roma viajando por Francia. El 12 de octubre de 1703 se inscribió como estudiante en The Scots College. Allí habría estado estudiando para el sacerdocio católico, pero tuvo dudas. A fines de 1704 estudiaba arquitectura bajo Carlo Fontana; también fue enseñado por Pietro Francesco Garroli, profesor de perspectiva en la Accademia di San Luca.
Mientras estaba en Roma, Gibbs conoció a John Perceval, 1.er conde de Egmont, quien intentó persuadirlo para que se mudara a Irlanda. Se mudó a Londres en noviembre de 1708. Su regreso a Gran Bretaña probablemente se debió a la enfermedad terminal de su medio hermano William, que murió antes de que James llegara a Gran Bretaña.

## Carrera
Gibbs se había hecho amigo de John Erskine, XXII conde de Mar, en el extranjero. El conde convenció a Gibbs de que permaneciera en Londres, ofreciéndole su primera comisión, las modificaciones a su casa en Whitehall. Alrededor de esta época conoció a Edward Harley, segundo conde de Oxford y conde de Mortimer, que sería un poderoso mecenas y amigo (Gibbs más tarde remodelaría la casa del conde Wimpole Hall) y James Brydges, primer duque de Chandos (para quien sería uno de los arquitectos en trabajar en su palacio de Cannons desde 1715 hasta 1719). Gibbs fue uno de los sesenta miembros fundadores de la Academia de Pintura de Godfrey Kneller, fundada en 1711.
En agosto de 1713, Gibbs descubrió que William Dickinson había renunciado como arquitecto de la Comisión para la Construcción de Cincuenta Nuevas Iglesias; los comisionados incluían a Sir Christopher Wren, Sir John Vanbrugh y Thomas Archer. Con el respaldo de, entre otros, el conde del Mar y Sir Christopher Wren, Gibbs fue nombrado arquitecto de la comisión el 18 de noviembre de 1713, donde habría trabajado con Nicholas Hawksmoor, el otro arquitecto de la comisión. Pero una combinación de eventos aseguraría que Gibbs fuera privado de su lugar como arquitecto de la comisión en diciembre de 1715: la reina Ana había muerto y un gobierno whig había reemplazado a los tories; y el fracaso del levantamiento jacobita de 1715 que fue apoyado por el conde de Mar fueron los factores. Sin embargo, pudo completar una iglesia, St Mary-le-Strand, que describió como "el primer edificio público en el que estaba empleado después de mi llegada de Italia".

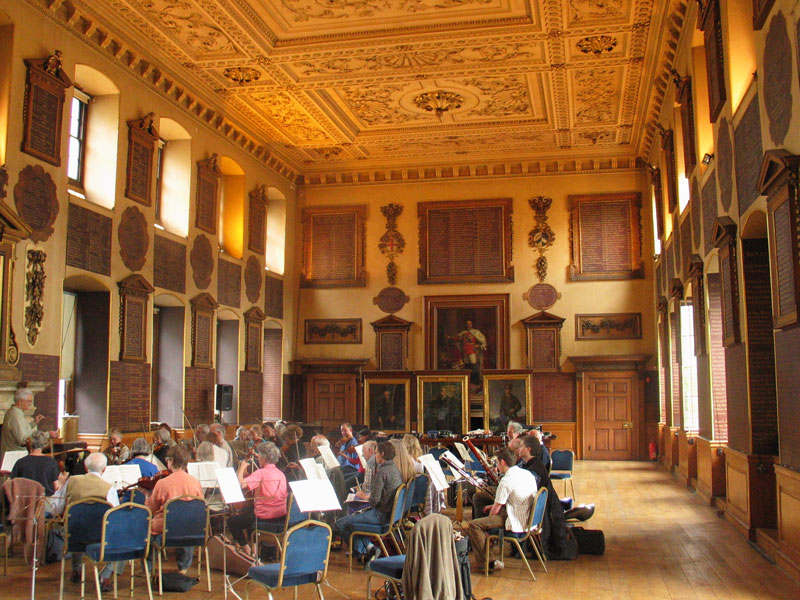
St. Bartholomew great hall

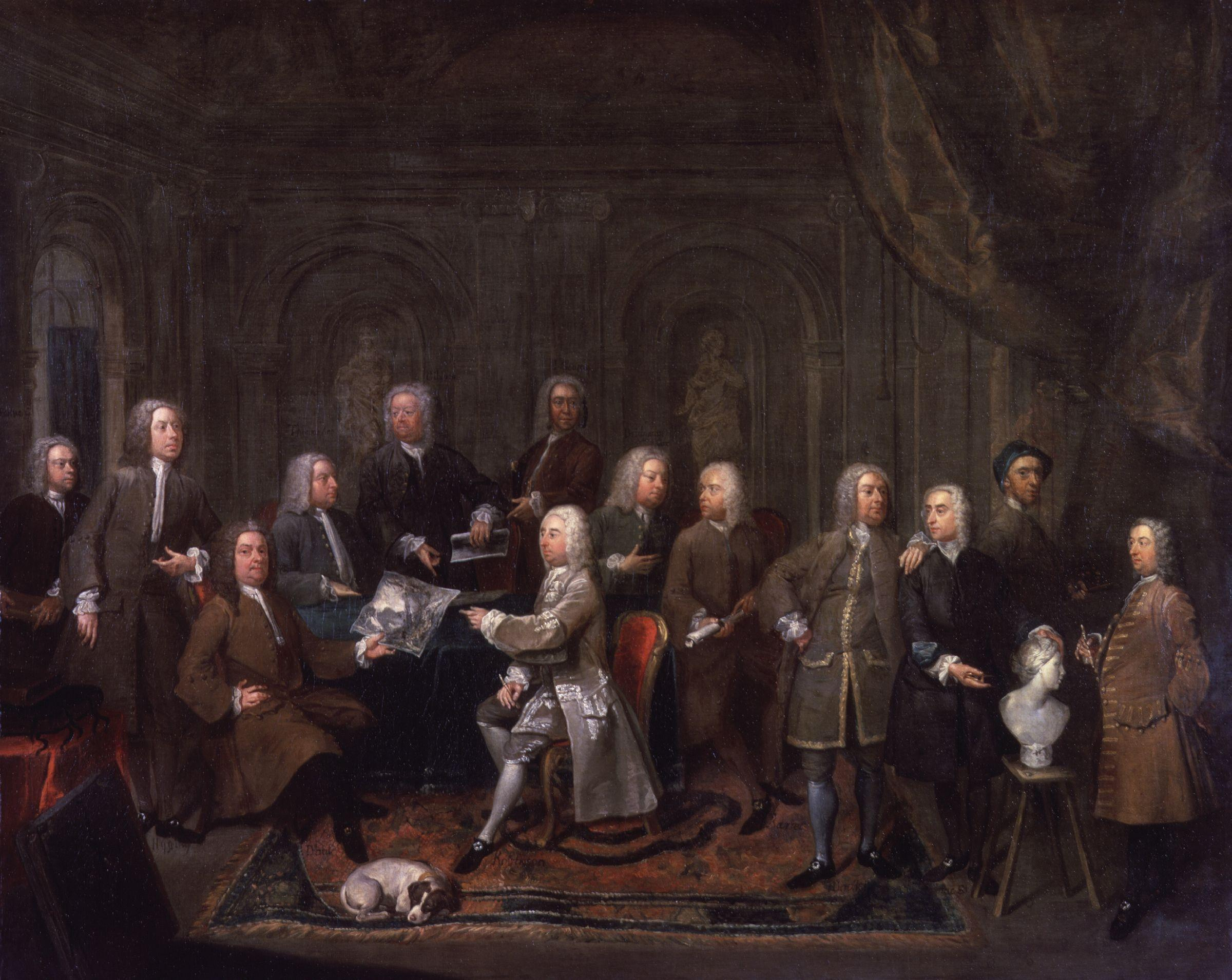
A Conversation of Virtuosis...at the Kings Arms de Gawen Hamilton

El 18 de diciembre de 1716 Gibbs se unió al Club de San Lucas para los "Virtuosos en Londres". Otros arquitectos que fueron miembros fueron William Kent y William Talman; otros miembros notables con quienes Gibbs más tarde trabajaría incluyen el diseñador de jardines Charles Bridgeman y el escultor John Michael Rysbrack, quien esculpió muchos de los monumentos que Gibbs diseñó. En marzo de 1721 Charles Bridgeman, James Thornhill, John Wootton y Gibbs viajaban juntos desde Londres a Wimpole Hall, donde trabajaban todos para Edward Harley, el conde de Oxford. Thornhill recordó que bebieron "a la salud de Harley una y otra vez, también en nuestras horas civiles como en una bacanal" y hablaron "de la construcción, las imágenes y puede ser hacia el final de política o religión".
En 1720, Gibbs fue invitado junto con otros arquitectos a participar en un concurso para diseñar una nueva iglesia para 
reemplazar la iglesia derruida de St Martin-in-the-Fields. Ganó, y el 24 de noviembre de 1720 fue nombrado arquitecto de la nueva iglesia, que sería su edificio más famoso. Horace Walpole describió a Gibbs, alrededor de 1720, como "el arquitecto más en boga". En 1720, el preboste del King's College de Cambridge se acercó a Gibbs para completar la universidad. El esquema consistía en tres edificios, todos de 16 m de alto, formando un patio de 73 por 86 m al sur de la Capilla. Al final, solo el bloque occidental, el edificio Fellows de 72 m de largo, se construyó entre 1721 y 1724; el edificio 
Fellows del este habría sido idéntico, y el edificio del sur habría tenido un gran pórtico corintio, conteniendo el gran comedor, el Provost's Lodge y las oficinas. El 11 de diciembre de 1721, Edward Lany, uno de los Síndicos de la Universidad de Cambridge, agradeció a Edward Harley, conde de Oxford por enviar el "Al señor Gibbs para diseñar nuestro edificio. Lo diseño para ofrecerlo a los síndicos tan pronto como se reúnan ... Yo no tengo suficiente habilidad para juzgarlo ". Esto se refería a un diseño para un nuevo edificio central para que la Universidad que albergaría la biblioteca, el Senado, el Consistorio y las Oficinas de Registro. Gibbs produjo un segundo diseño más grande en 1722, que consistía en un patio con dos alas salientes hacia el este, de 58 por 36 m. El trabajo en el edificio comenzó en noviembre de 1722, pero al final solo se construyó la Casa del Senado, de 34 por 15 m, la parte norte de las dos alas este. Fue terminado en 1730.

En 1723, Gibbs era lo suficientemente rico como para abrir una cuenta en el Drummonds Bank, y el saldo de su primer año era de £ 1055 11 chelines y 4 peniques. 1723 también vio a Gibbs hacerse gobernador del Hospital de St Bartholomew; otros gobernadores incluyeron a sus colegas arquitectos Richard Boyle, 3.er conde de Burlington y George Dance the Elder. El 1 de agosto de 1728 se decidió reconstruir el Hospital. Gibbs ofreció su servicio gratis, y diseñó un cuadrángulo de 61 por 49 m, con cuatro bloques planos casi idénticos. 

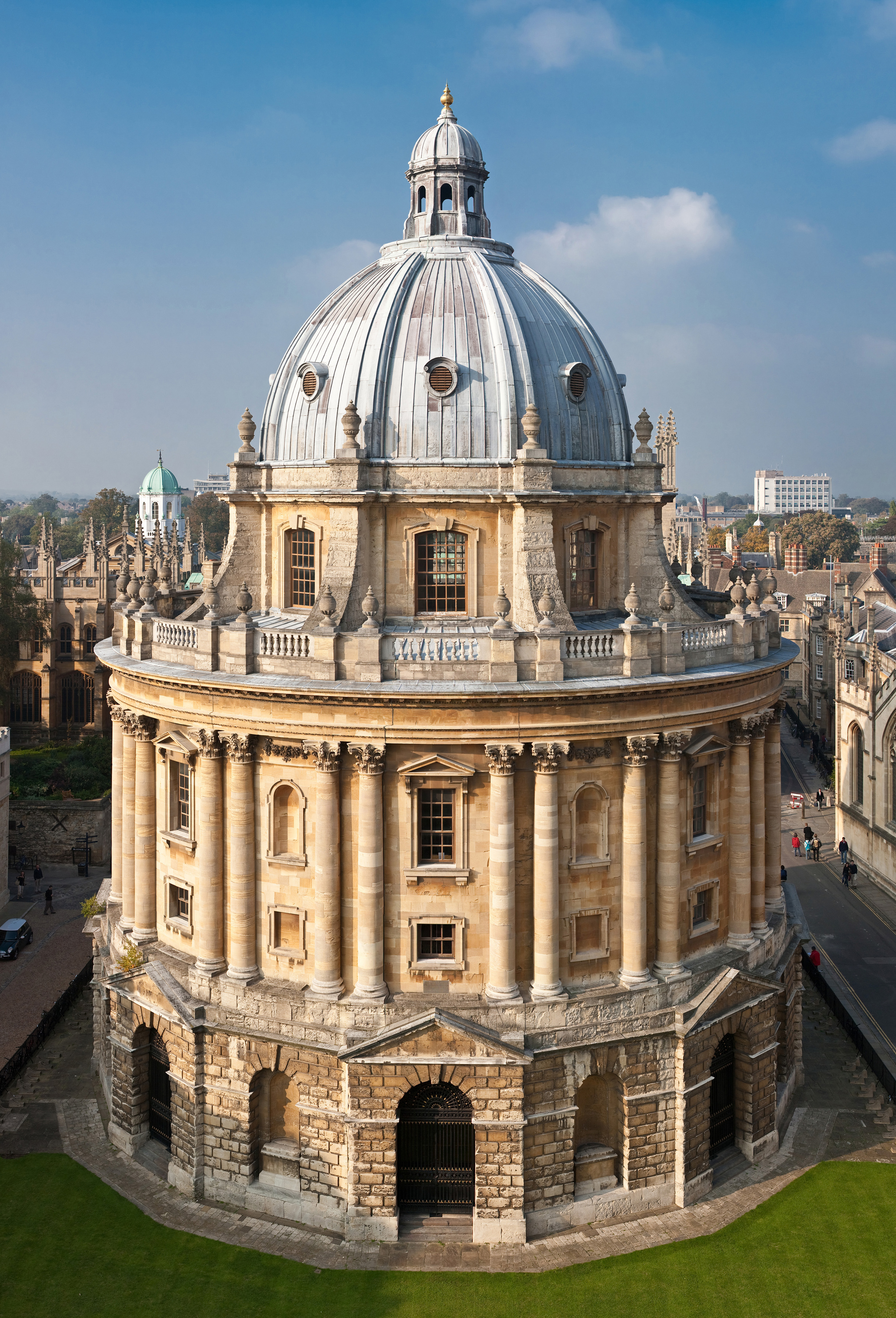
Biblioteca Radcliffe, Oxford.

En marzo de 1726, Gibbs fue nombrado miembro de la Sociedad de Anticuarios de Londres y en 1727 fue galardonado con el único cargo gubernamental que había ocupado, Arquitecto de la Artillería, que ocupó de por vida. Se lo dieron gracias al duque de Argyll que fue maestro de artillería y en 1729 fue elegido miembro de la Royal Society. Una de las decepciones más serias de la carrera de Gibbs fue su fracaso para ganar la comisión para la Mansion House, en Londres. Hubo dos concursos para el edificio, a los cuales se presentó: el primero en 1728 y el segundo en 1735; al final George Dance the Elder ganó la comisión.
En 1735, Gavin Hamilton pintó A Conversation of Virtuosis ... en el Kings Arms, un retrato de grupo que incluía a Michael Dahl, George Vertue, John Wootton, Gibbs y Rysbrack, junto con otros artistas que fueron fundamentales para llevar el estilo rococó al suelo inglés. Después de la muerte en 1736 de Nicholas Hawksmoor, que era arquitecto de la Biblioteca Radcliffe, Gibbs fue designado el 4 de marzo de 1737 para reemplazarlo. Este, posiblemente el mejor edificio de Gibbs, fue terminado el 19 de mayo de 1749. Gibbs fue galardonado por la Universidad de Oxford con un título honorífico de Maestría en Artes en 1749, en reconocimiento por la finalización de la Biblioteca Radcliffe.
En 1743, Gibbs, aficionado al vino y la comida, fue descrito como "corpulento". En junio de 1749, Gibbs se dirigió a la ciudad balneario de Aix-la-Chapelle para recibir tratamiento: sufría de cálculos renales, había perdido peso y sufría de dolor. Permaneció hasta septiembre cuando regresó a Londres. Gibbs nunca se casó. Murió en su casa de Londres en la esquina de Wimpole Street y Henrietta Street, el 5 de agosto de 1754 y fue enterrado en la iglesia parroquial de St Marylebone.

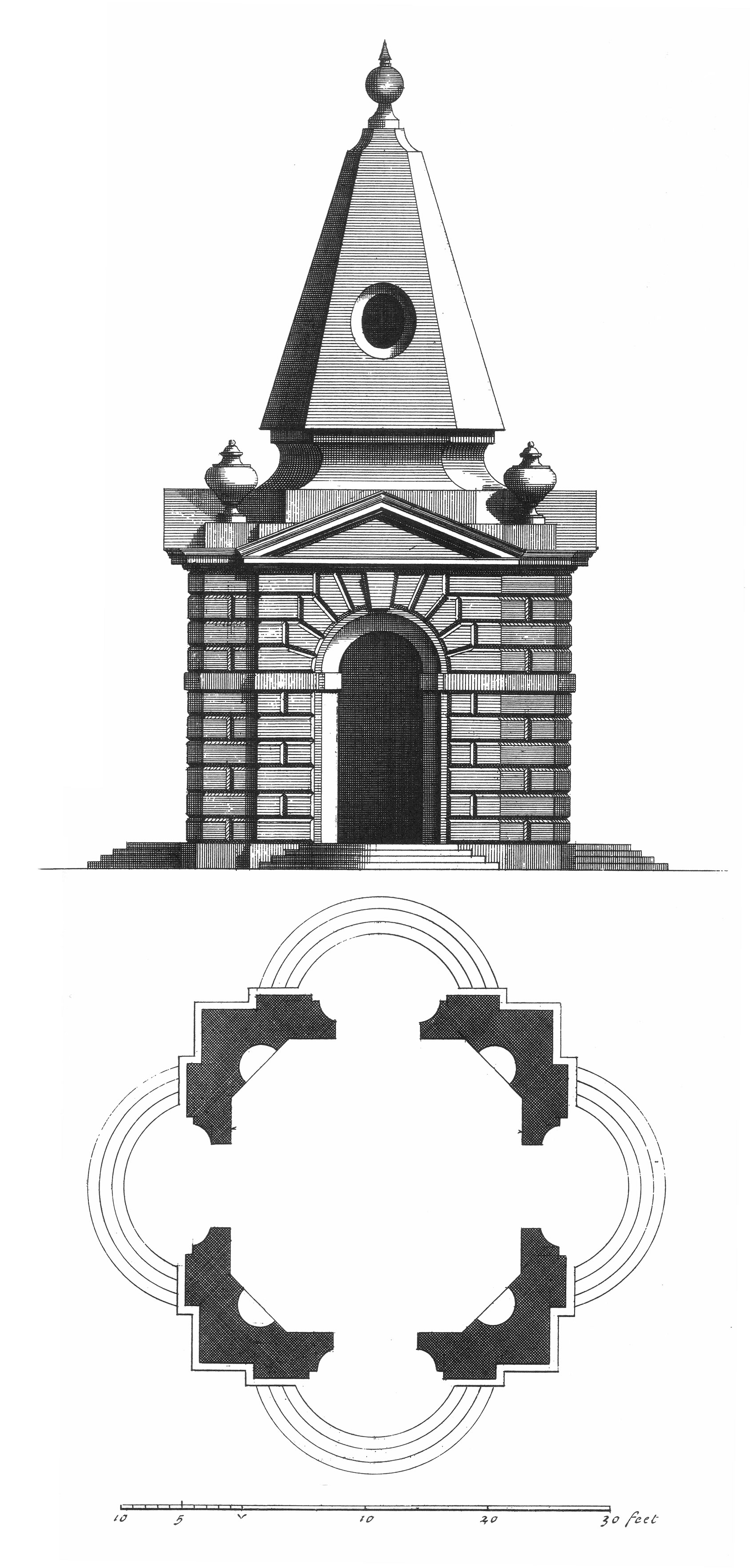
Diseño para los pabellones en Stowe; el techo piramidal de piedra ya no está encima de ninguno de los pabellones

## Arquitectura

### Obras tempranas

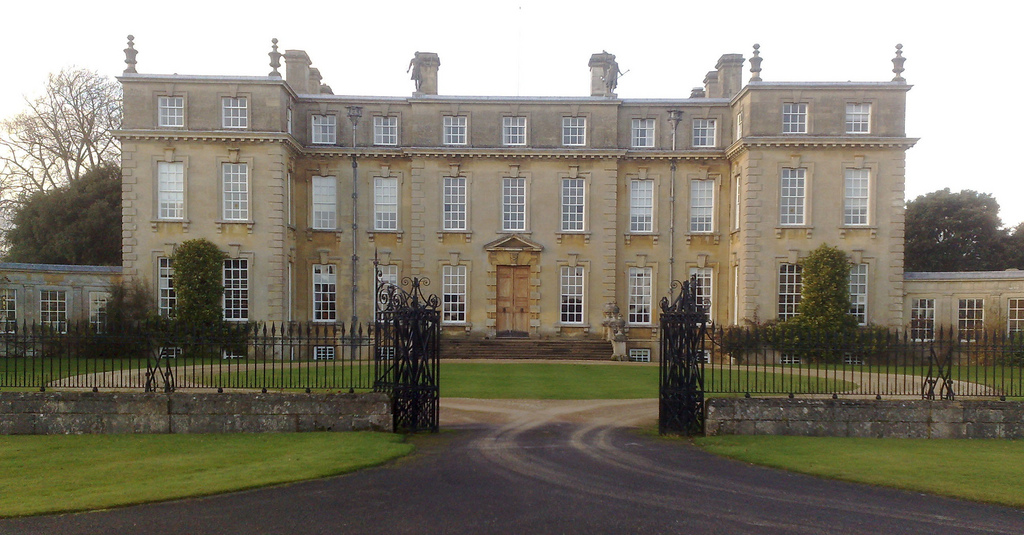
Casa Ditchley

El conde del Mar añadió el nombre de Gibbs a la lista de arquitectos que se encargaría de las nuevas iglesias que se construirán en virtud de la Ley de Cincuenta Nuevas Iglesias, y en 1713 fue nombrado uno de los dos inspectores de la Comisión, el término contemporáneo para arquitecto, junto con Nicholas Hawksmoor. Ocupó este puesto durante dos años, hasta que fue expulsado por los whigs, debido a sus simpatías tory, y reemplazado por John James.

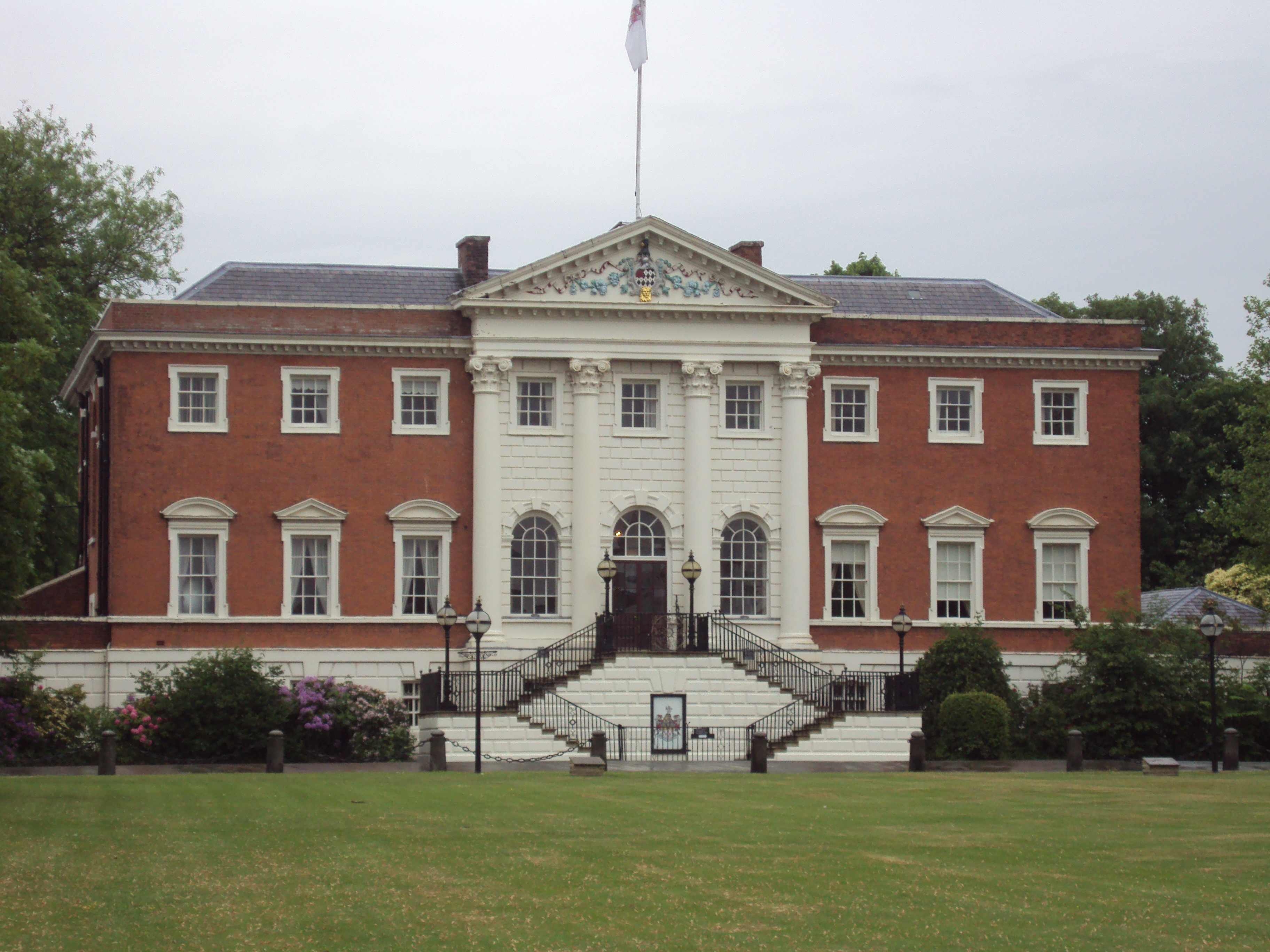
Warrington Town Hall

Durante su mandato completó su primera comisión importante, la iglesia de St Mary-le-Strand (1714-17), en la ciudad de Westminster. Un diseño previo había sido preparado por el arquitecto inglés barroco Thomas Archer, que Gibbs desarrolló en un estilo manierista italiano, influenciado por el Palazzo Branconio dall'Aquila de Roma, atribuido a Rafael, así como incorporando elementos de Wren. Tal influencia italiana no era popular entre los Whigs, que ahora tomaban el control político tras la ascensión del rey Jorge I en 1714, lo que llevó a la destitución de Gibbs, y lo llevó a modificar las influencias extranjeras en su trabajo. El libro Vitruvius Britannicus de Colen Campbell (1715), que promovió el estilo de Palladio, también contiene comentarios desfavorables con respecto a Carlo Fontana y St Mary-le-Strand. Campbell reemplazó a Gibbs como el arquitecto de la Burlington House alrededor de 1717, donde este último había diseñado las oficinas y columnatas para el joven Lord Burlington.
Otros diseños tempranos incluyen el palacio Cannons, Middlesex (1716-20), para James Brydges, 1.er duque de Chandos, y la torre de Wren's St Clement Danes (1719). En Twickenham diseñó el pabellón en la Orleans House, llamado Octagon Room, para un patrón escocés, James Johnston (1655-1737) exsecretario de Estado para Escocia, alrededor de 1720. Es la única parte de la casa y los terrenos que ha sobrevivido.

### Casas de campo

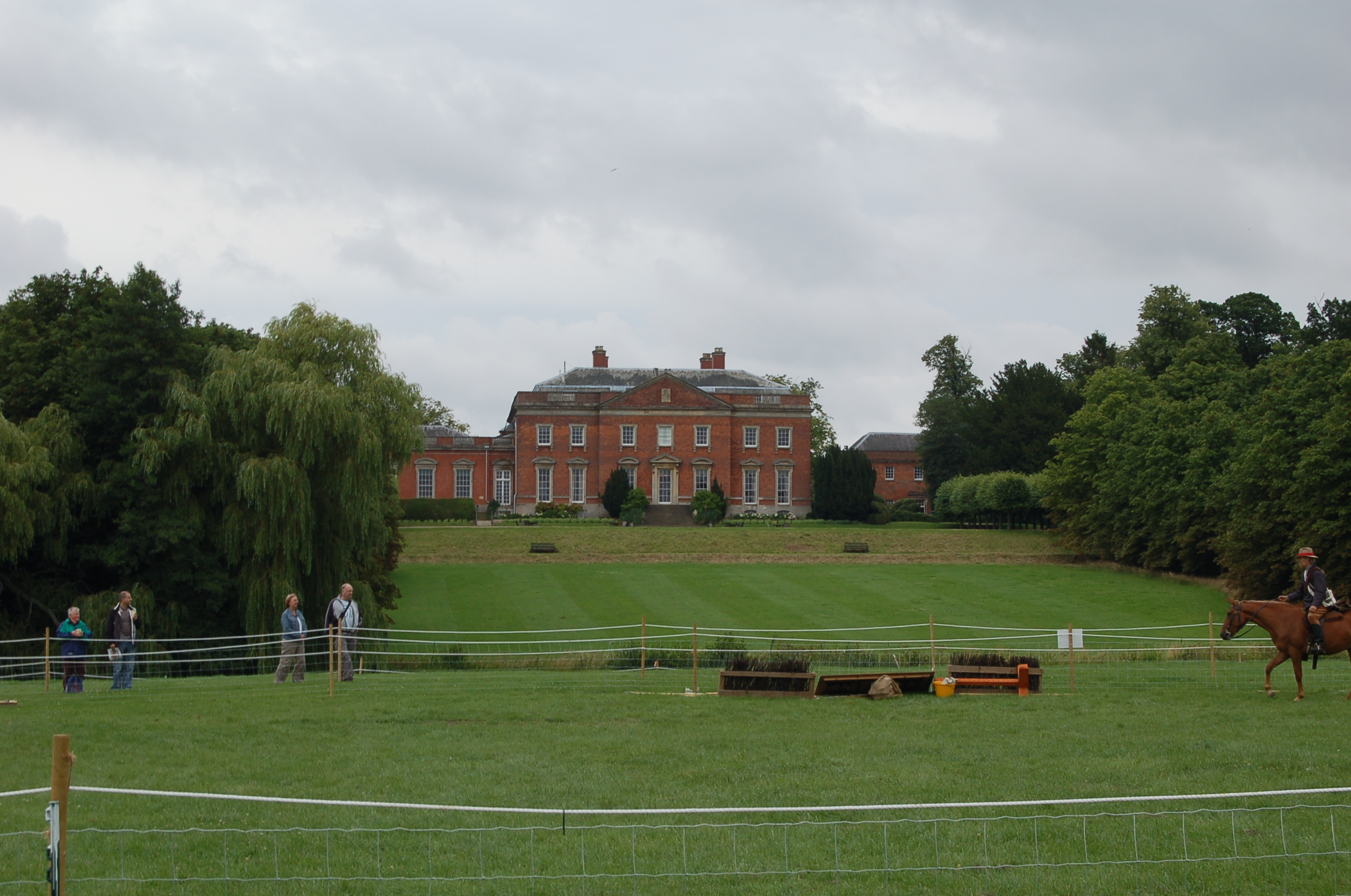
Kelmarsh Hall

El estilo maduro de Gibbs emerge a principios de la década de 1720, con la casa Ditchley, en Oxfordshire (1720-22), para George Lee, segundo conde de Lichfield. Es típica de su estilo doméstico conservador, que cambió poco durante el resto de su carrera. Sus otras casas incluyen Sudbrooke Lodge, en Petersham (1728), para el duque de Argyll, obras en Wimpole Hall, Cambridgeshire, para el segundo conde de Oxford, Patshull Hall, en Staffordshire (1730) para Sir John Astley, y modificaciones a los diseños de Colen Campbell en Houghton Hall en Norfolk. Gibbs también completó el Templo Gótico (1741-48), una locura triangular en Stowe, Buckinghamshire, y ahora es una de las propiedades arrendadas y mantenidas por The Landmark Trust. Otros edificios de jardín en Stowe incluyen el par de "Pabellones", que fueron alterados por Giovanni Battista Borra en 1754 para reemplazar los techos de piedra piramidales con cúpulas más convencionales.

### Hospital de St Bartholomew

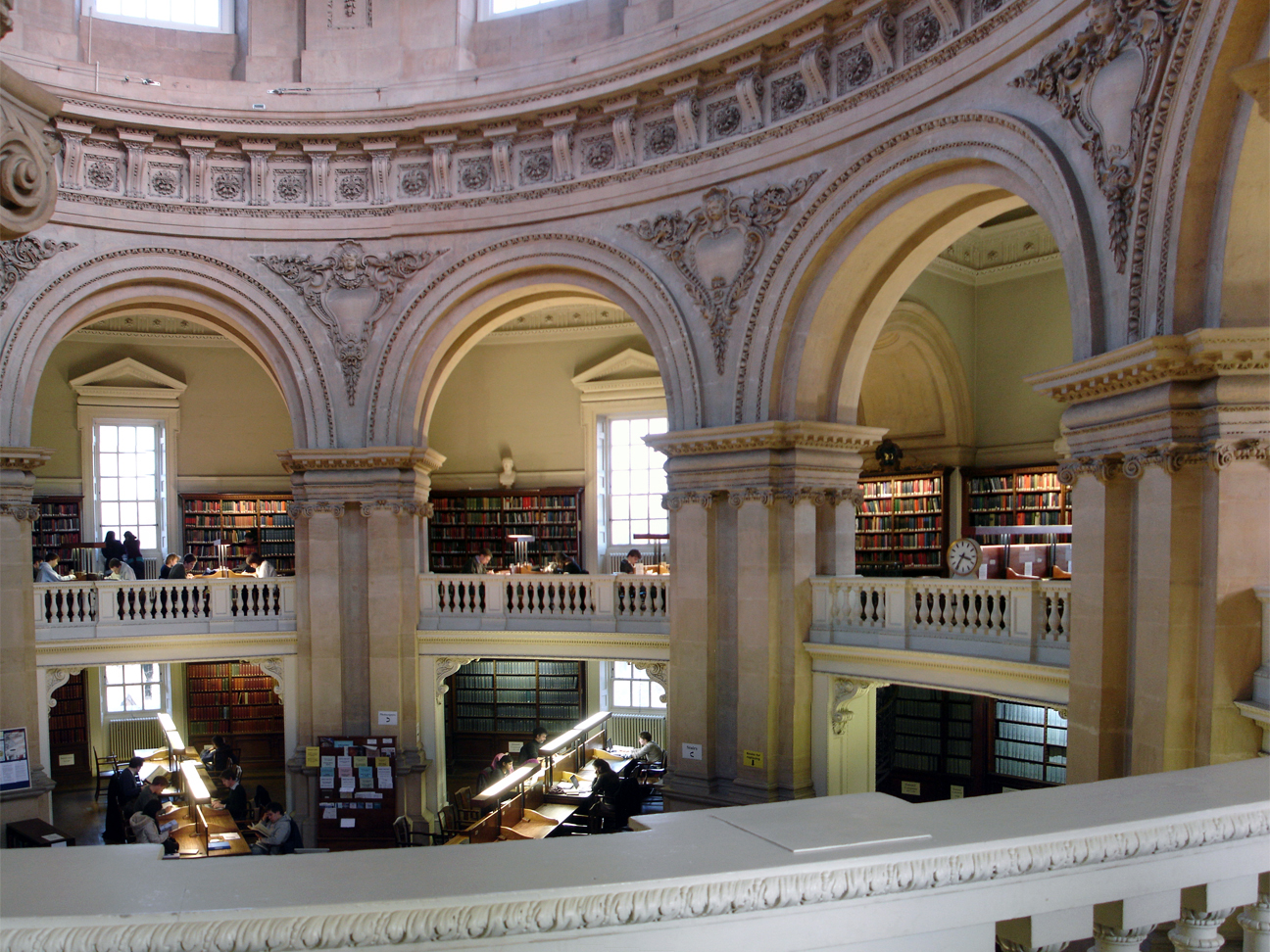
Interior de la Biblioteca Radcliffe

En 1723 Gibbs fue nombrado gobernador del Hospital de San Bartolomé, lo que llevó a que se le encargara rediseñar el hospital. En 1728 produjo un diseño con cuatro bloques casi idénticos alrededor de un cuadrado de 61 por 49 m. y dio sus servicios gratis. El primer bloque que se construirá, el norte, el bloque de administración se construyó a partir del 9 de junio de 1730, utilizando piedra de Bath (esta se usaría para todos los bloques). Fue terminado en 1732 y contiene el Gran Salón y la escalera principal, cuyas paredes están cubiertas por murales pintados por William Hogarth, que representan a Cristo sanando a los enfermos en el estanque de Bethesda y la parábola del buen samaritano. Los otros bloques contenían salas. El bloque sur fue construido desde 1735 hasta 1740 (demolido en 1937). el bloque oeste fue construido desde 1743 hasta 1753; se retrasó debido a la Guerra de Sucesión de Austria. El bloque este se construyó entre 1758 y 1768 según el diseño de Gibbs.

### Universidades
Gibbs trabajó en las Universidades de Oxford y Cambridge. Comparte el proyecto con James Burrough, por el diseño de la Casa del Senado en Cambridge. El edificio de los Fellows en el King's College (1724-30) es su trabajo completo. Una composición simple, similar en estilo a sus casas, el edificio está animado por una característica central que incorpora un arco, dentro de un portal dórico, y una ventana de Diocleciano, todo bajo un frontón. Esta composición manierista de las características de Wren y Palladio es un ejemplo del estilo italiano más genuino de Gibbs.
Más aventurado aún fue el último gran trabajo de Gibbs, la Radcliffe Camera, de Oxford (1739-49). Un edificio de biblioteca circular fue planeado por primera vez por Hawksmoor alrededor de 1715, pero que no se ejecutó. En algún momento antes de 1736, Hawksmoor y Gibbs presentaron nuevos diseños, prefiriéndose el diseño rectangular de este último. Sin embargo, este plan fue abandonado a favor de un plan circular de Gibbs, que se basó en el esquema de Hawksmoor de 1715, aunque era muy diferente en el detalle. El diseño de Gibbs lo vio regresar a sus fuentes manieristas italianas, y en particular muestra la influencia de Santa Maria della Salute, de Venecia (1681), de Baldassarre Longhena. El edificio incorpora alineaciones verticales inesperadas: por ejemplo, las costillas de la cúpula no se alinean con las columnas del tambor, sino que se encuentran en medio, creando una composición rítmicamente compleja.

## Galería

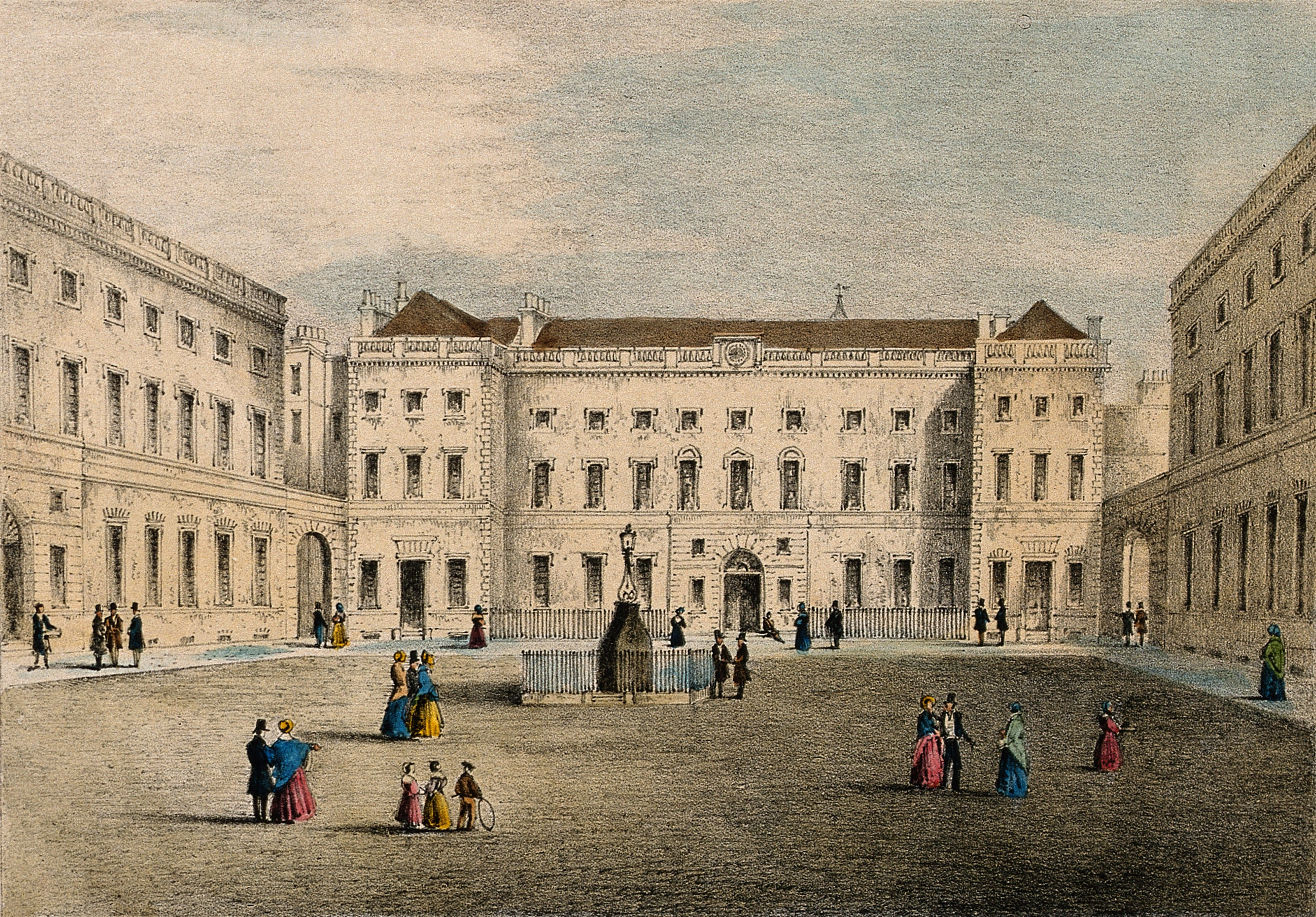
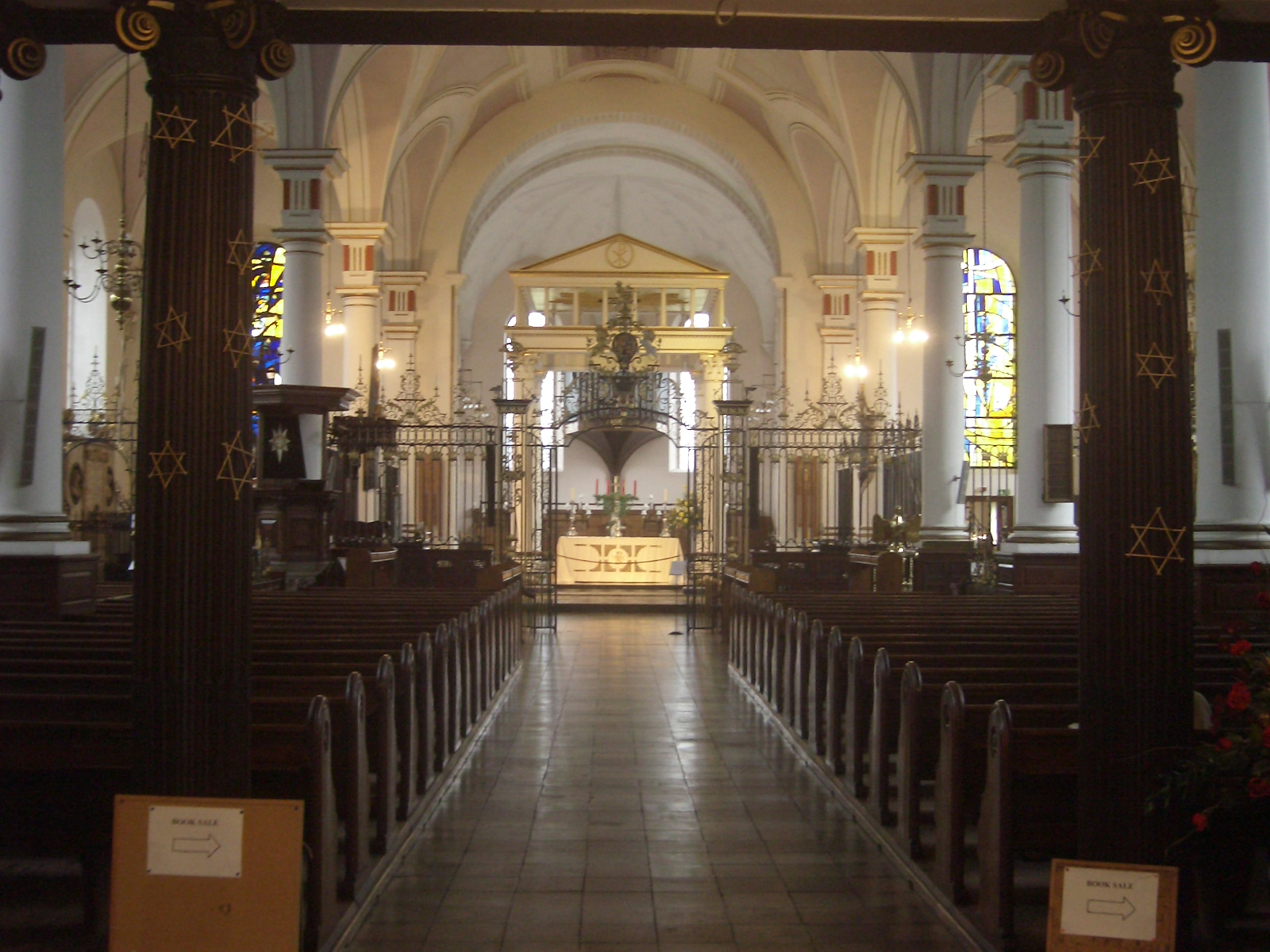
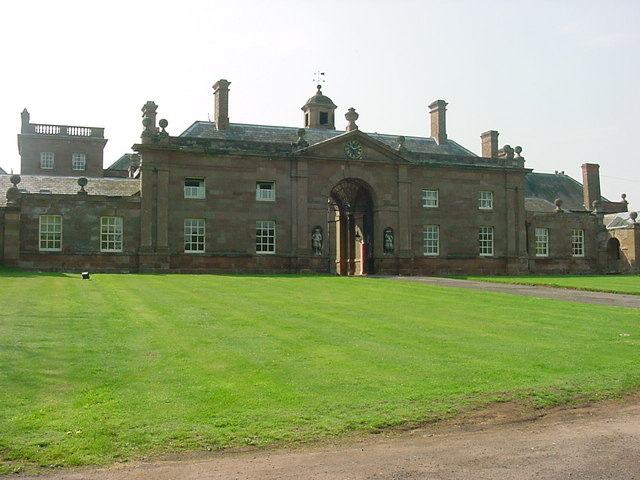
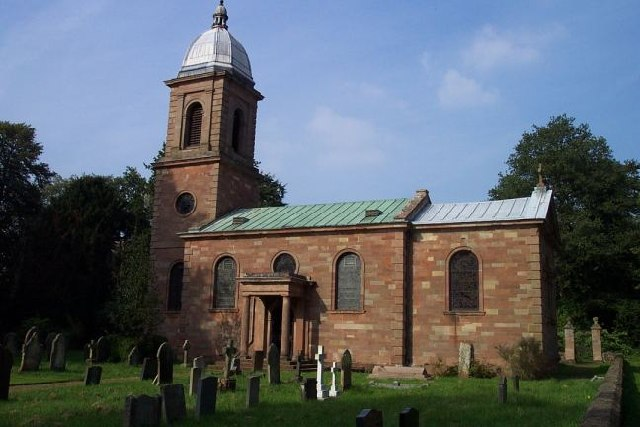
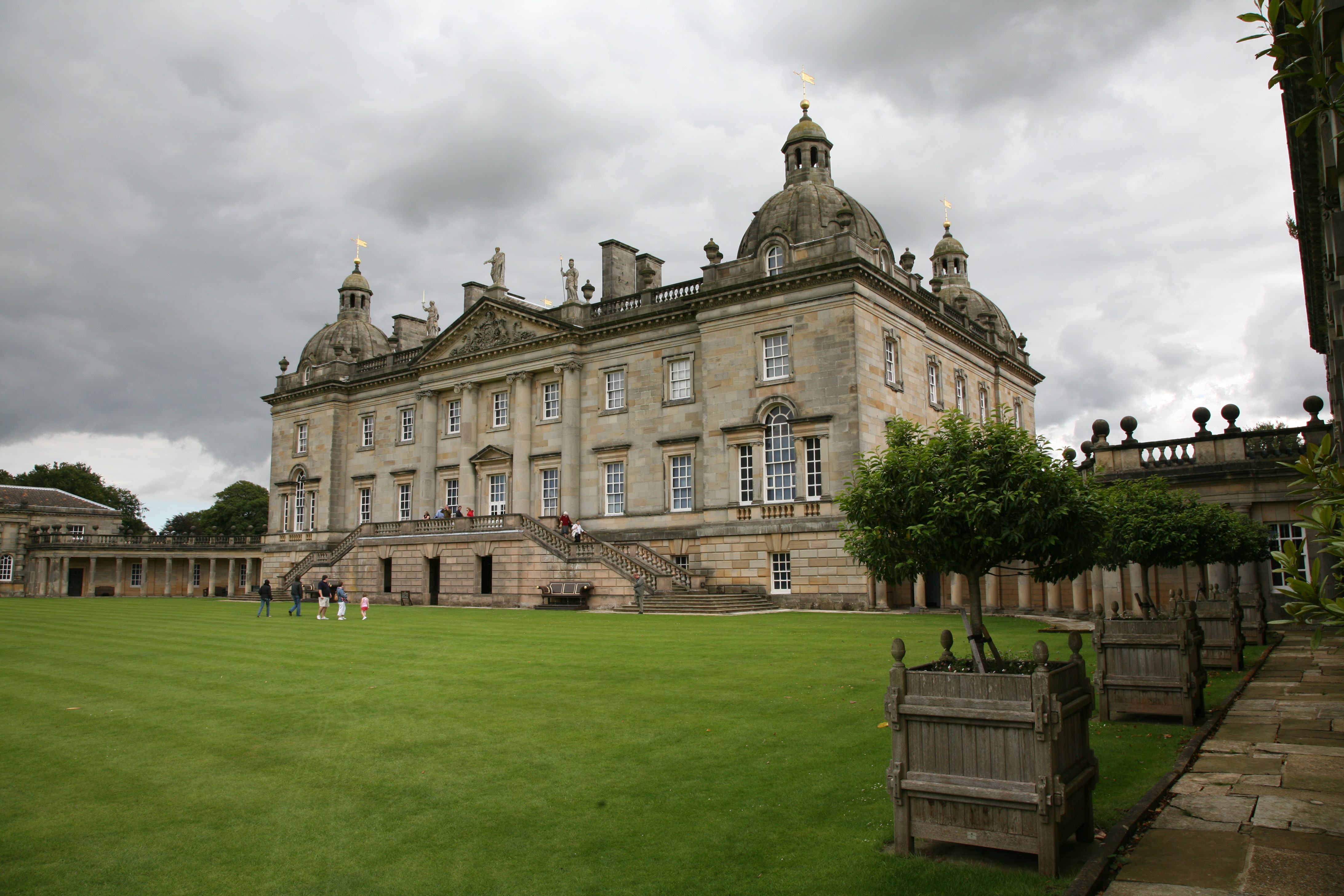
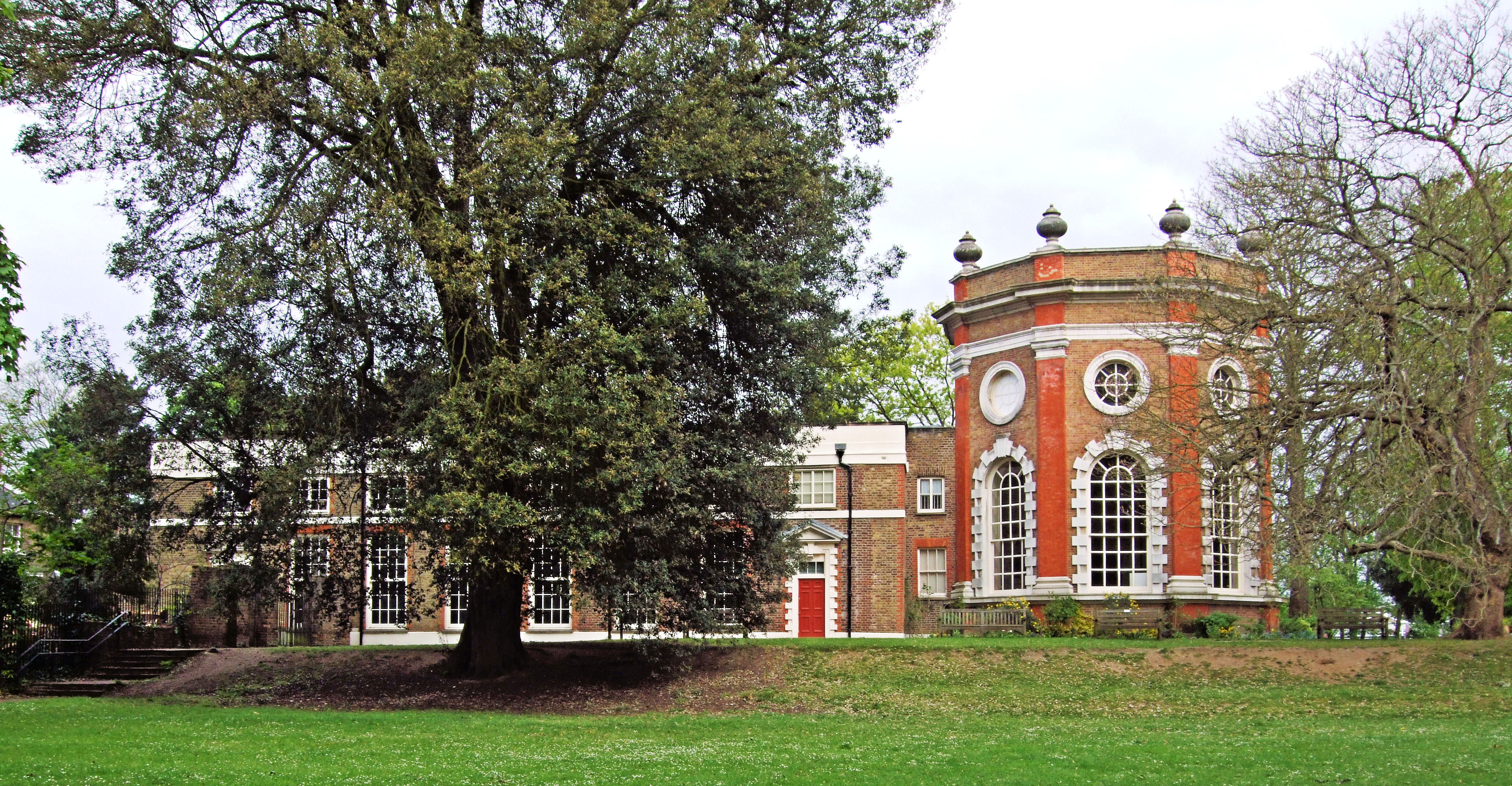
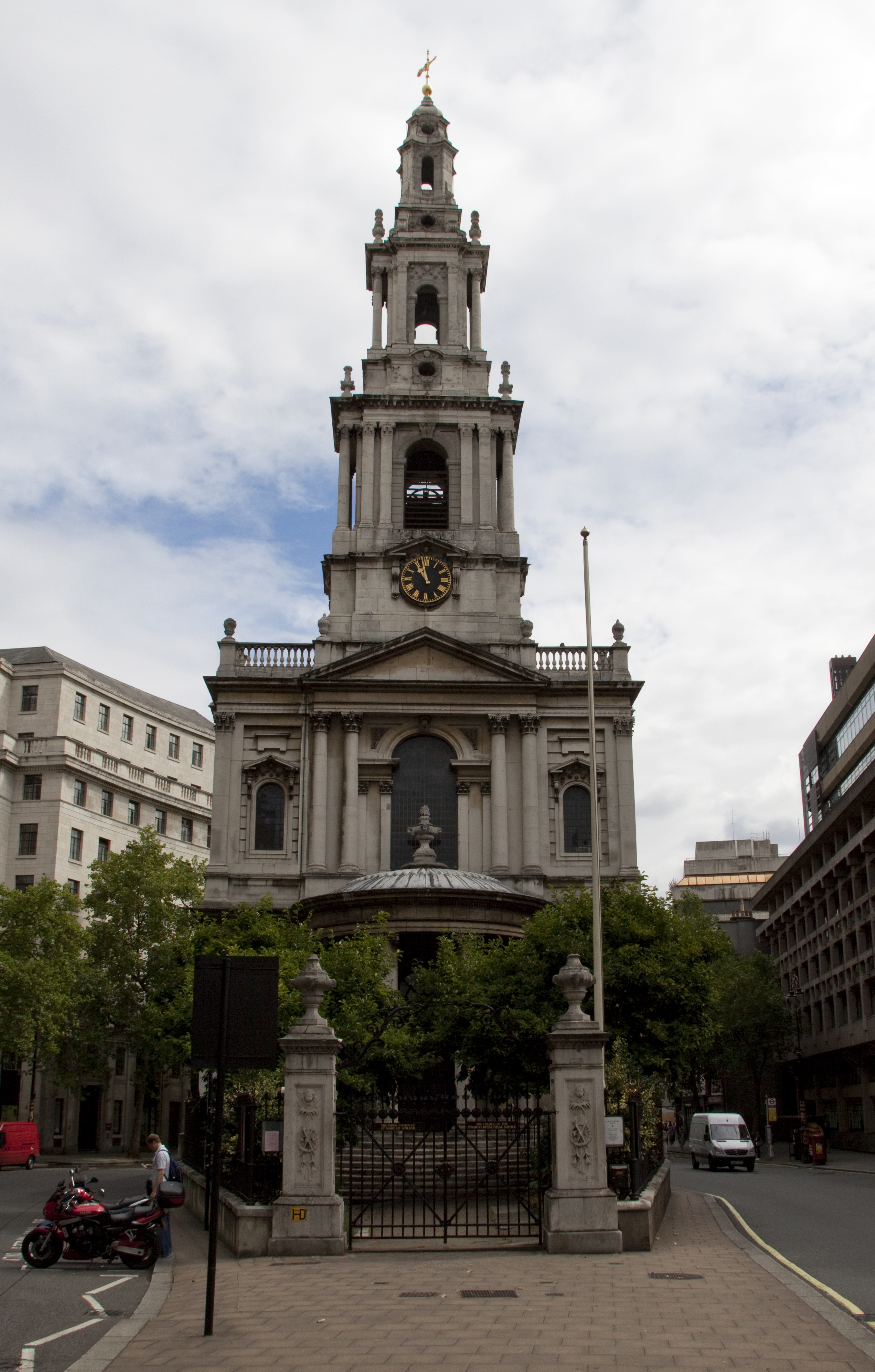
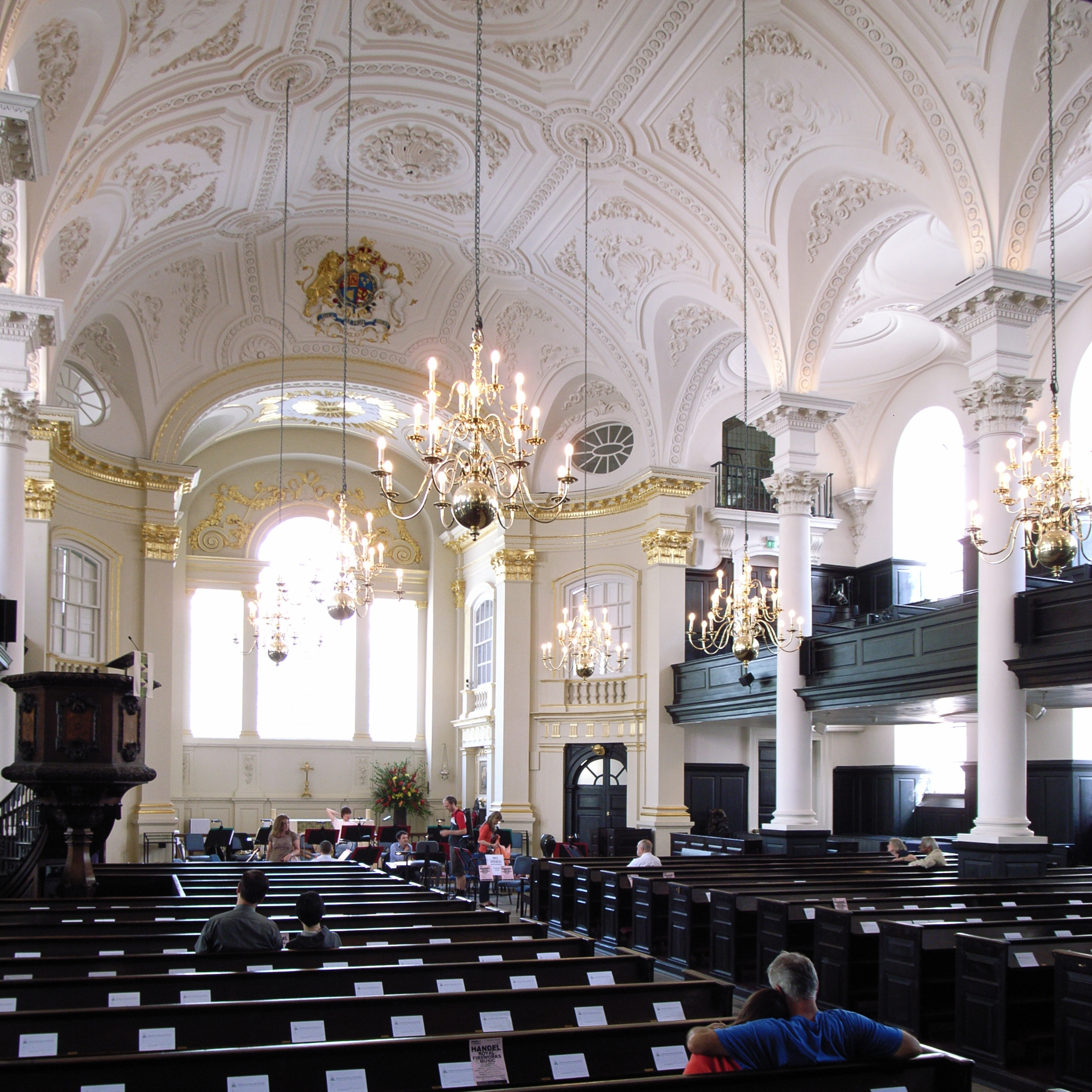
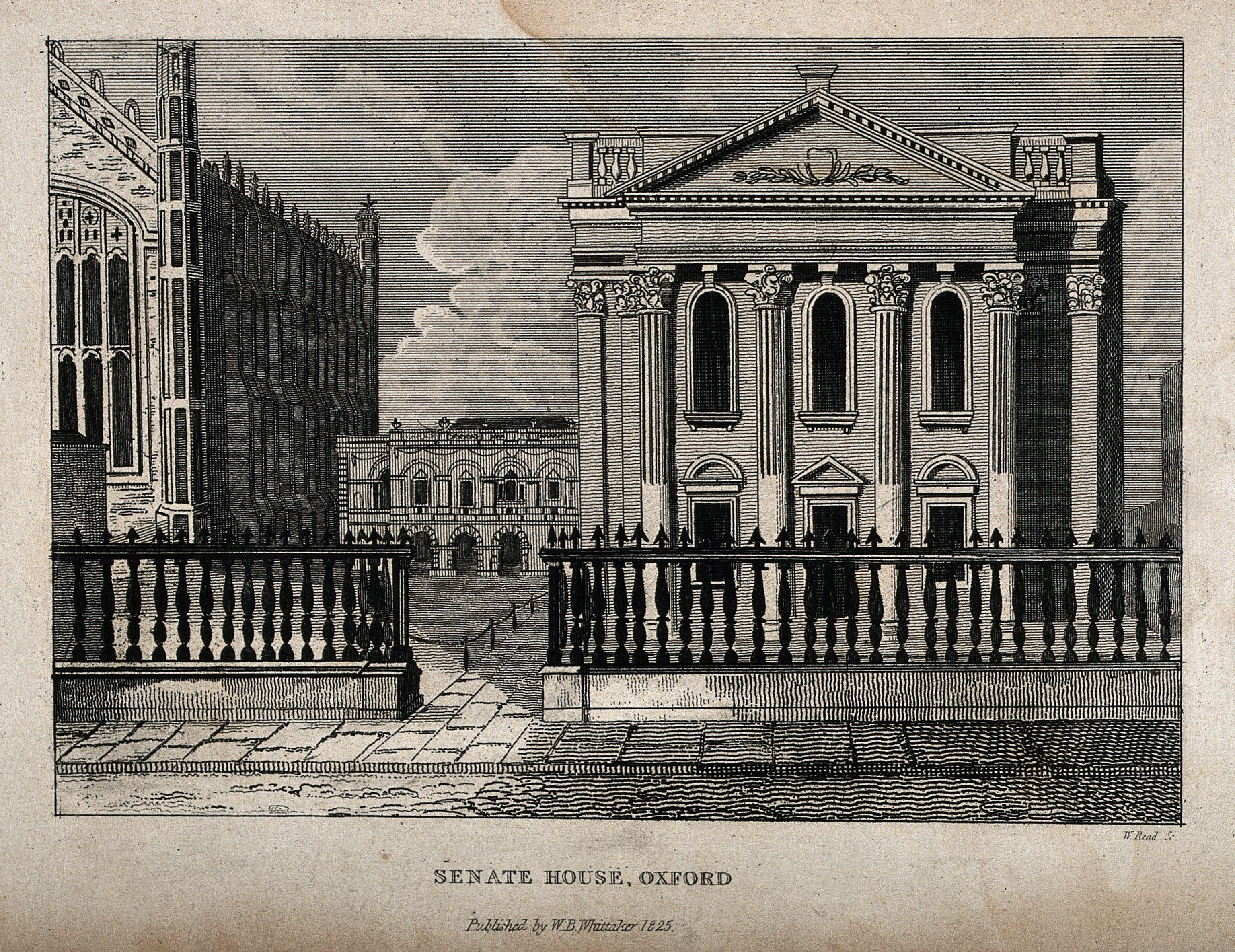
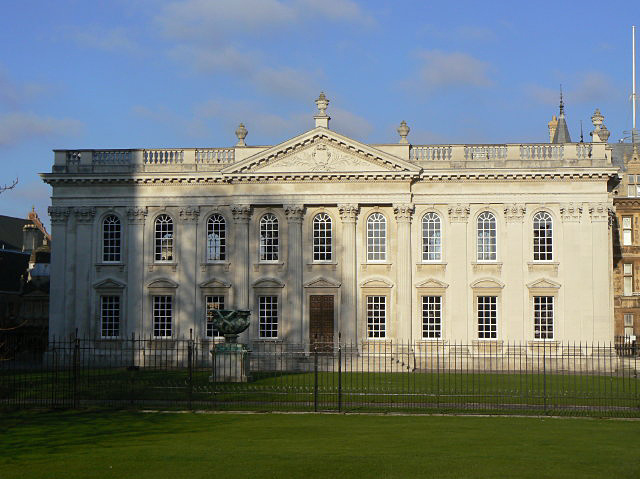
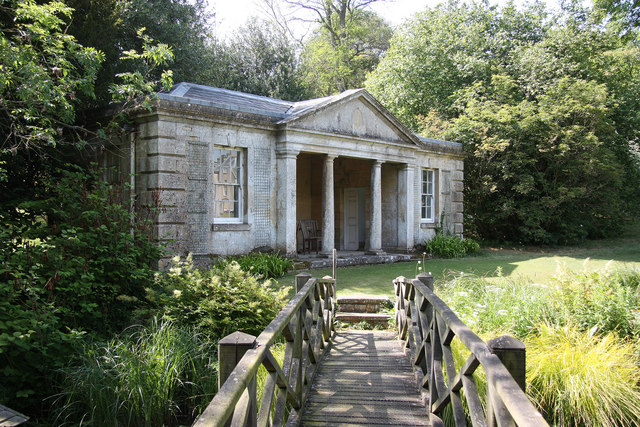
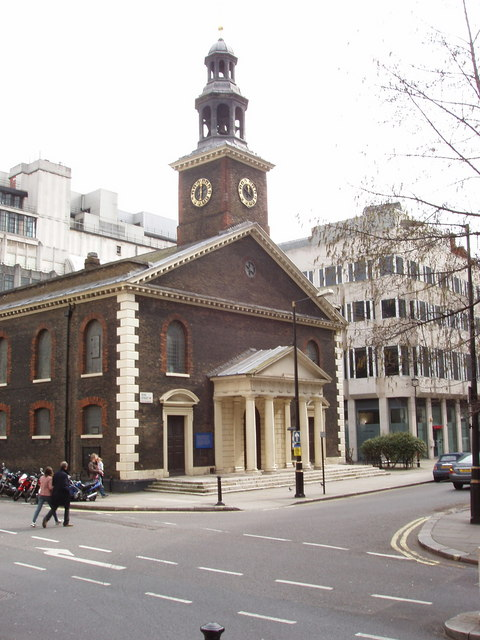
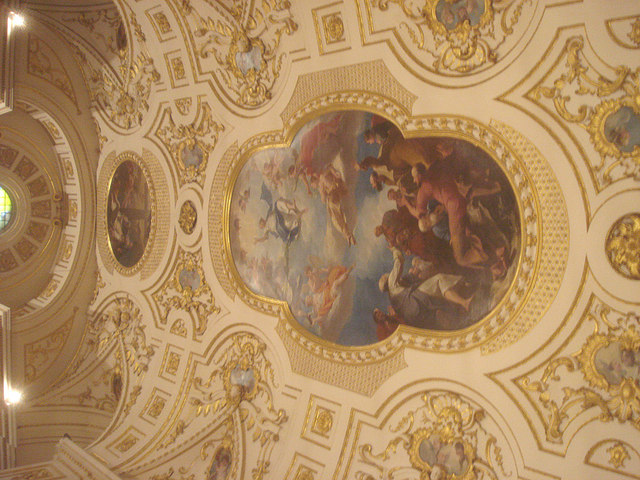
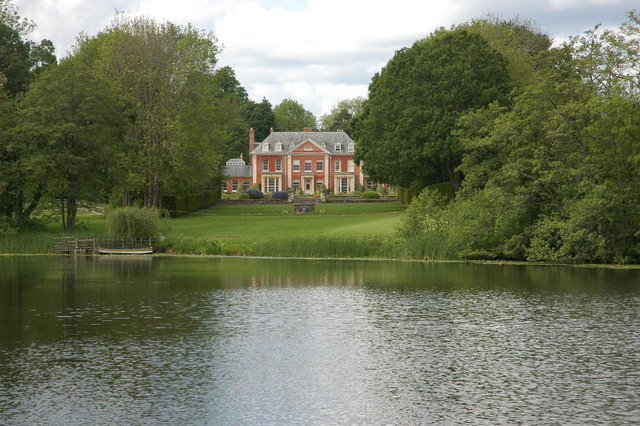

## Escritos y otras publicaciones
A Book of Architecture, Containing Designs of Buildings and Ornaments, Londres (1728): influyó notablemente en Inglaterra en las colonias inglesas hasta finales del siglo XVIII. Se cree que una de las ilustraciones de esta obra inspiró la Casa Blanca de Washington. Gibbs publicó la primera edición de Un libro de arquitectura, que contiene diseños de edificios y adornos, en 1728, dedicado a uno de sus patrones John Campbell, segundo duque de Argyll. Era un infolio de sus diseños de construcción ejecutados o no, así como numerosos diseños de adornos e incluyendo 150 placas grabadas que cubren 380 diseños diferentes. Fue el primer arquitecto británico en publicar un libro dedicado a sus propios diseños. Las principales obras ilustradas incluyen St Martin-in-the-Fields (incluida la versión no ejecutada con nave circular), St Mary le Strand, los esquemas completos para el King's College de Cambridge y el Public Building (incluida la casa del Senado) en la Universidad de Cambridge, numerosos diseños para casas de campo de tamaño medio, construcción de jardines, obeliscos y columnas conmemorativas, monumentos, así como obras de hierro forjado, chimeneas, marcos de ventanas y puertas, y urnas. 
La primera página de la introducción incluía el siguiente comentario: "... una Obra de este tipo sería útil para el Caballero que pueda estar interesado en la construcción, especialmente en las partes remotas del país, donde se puede obtener poca o ninguna asistencia para los diseños." Estaba destinado a ser un libro de patrones para arquitectos y clientes, y se convirtió, según John Summerson, "probablemente el libro de arquitectura más utilizado del siglo, no solo en Gran Bretaña, sino en las colonias americanas y las Indias Occidentales". Por ejemplo, la Lámina 58 fue una inspiración para la fachada fluvial de Mount Airy, en el condado de Richmond, Virginia, y quizás también para el plano de Drayton Hall en el condado de Charleston, Carolina del Sur.
Rules for Drawing the Several Parts of Architecture, Londres (1732): una obra que muy pronto se convertiría en un manual de referencia para carpinteros y constructores en el mundo de habla inglesa. Las reglas explica cómo dibujar los órdenes clásicos y detalles relacionados y fue utilizado hasta bien entrado el siglo XIX. 
Otras obras publicadas por Gibbs incluyen Bibliotheca Radcliviana subtitulado Una breve descripción de la Radcliffe Library Oxford (1747) para celebrar la Biblioteca Radcliffe, que incluye una lista de todos los artesanos empleados en la construcción del edificio, así como veintiuna placas. En 1752 publicó una traducción en dos volúmenes del libro latino De Rebus Emanuelis de un obispo portugués del siglo XVI Jerome Osorio da Fonseca; su título en inglés fue La historia de los portugueses durante el reinado de Emanuel. Es un libro de historia con relatos de guerra, viajes de descubrimiento de África a China (incluyendo descripciones de las creencias religiosas de estos países) y también la colonización inicial de Brasil.

## Obras principales

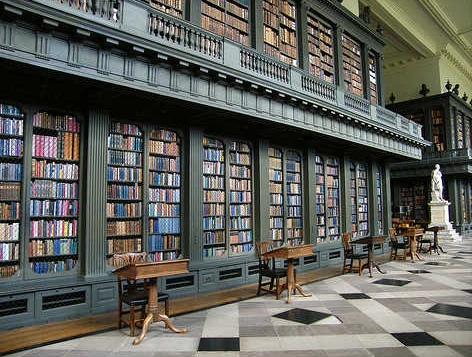
Codrington Library

### Edificios Públicos
- Casa del Senado, 1721-30, Cambridge
- King's College, Cambridge, el edificio de Fellows 1724-42, la única parte del esquema de Gibbs ejecutada
- Oxford Market House, Marylebone, Londres, 1726-37, demolido 1880-81
- Hospital de St Bartholomew, 1728-68, el bloque sur demolido 1937
- Marylebone Court House, Marylebone, Londres, 1729-33, demolido 1803-04
- Biblioteca Radcliffe, 1736-49
- Ayuntamiento de Hertford, 1737 (no ejecutado)
- La biblioteca de Codrington, All Souls College, Oxford, completó el interior dejado sin terminar por el arquitecto Nicholas Hawksmoor, 1740-50
- St John's College, Oxford, nueva fachada en el Hall, 1743

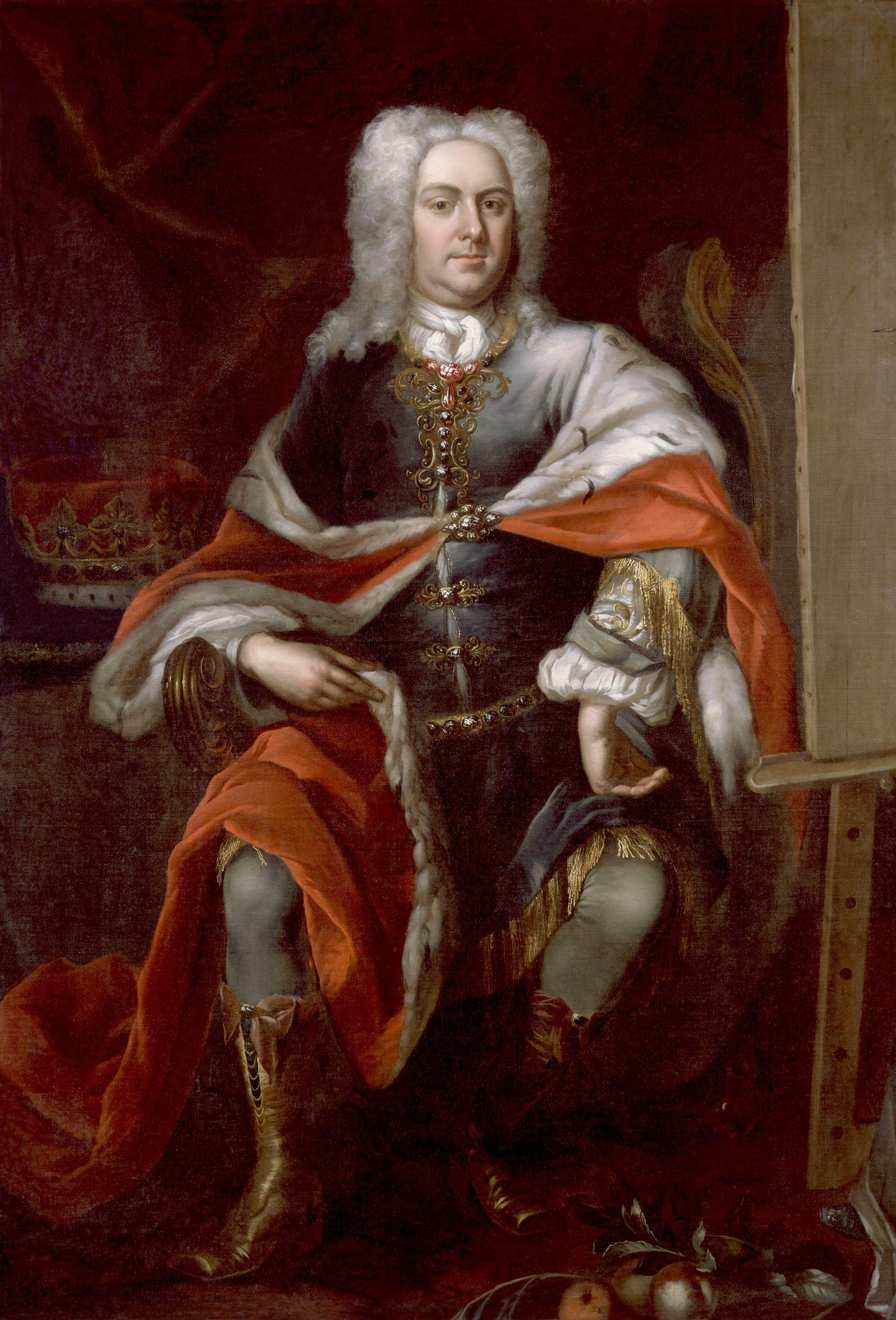
James Brydges, 1st Duke of Chandos por Herman van der Myn

### Edificios de iglesias
- St Mary le Strand, Londres, 1713-24
- Steeple, agregado a la iglesia de San Clemente de Christopher Wren, 1719-21
- St Martin-in-the-Fields, Londres, 1720-27
- Marybone Chapel (ahora St Peter's Vere Street), Londres, 1721-24
- Iglesia de St Giles, Shipbourne, 1722-23, reconstruida 1880-81
- Iglesia de Santa María, Mapleton, Derbyshire, c.1723
- Derby Cathedral, reconstrucción de la iglesia existente a excepción de la torre, 1723-26
- Catedral de Lincoln, fortalecimiento de torres occidentales, 1725-26
- San Miguel y Todos los Santos, Great Witley, usando decoración y accesorios de la capilla en Cannons, 1733-47
- Mausoleo de Chandos, St Lawrence, Whitchurch, para James Brydges, 1. ° duque de Chandos, 1735-36
- Kirk of St Nicholas, Aberdeen, nueva nave 1741-55
- Mausoleo de Turner, Iglesia de Kirkleatham, 1740
- Capilla del Hospital Sir William Turner, Kirkleatham 1741
- Iglesia de Santa María, Patshull Hall, 1742

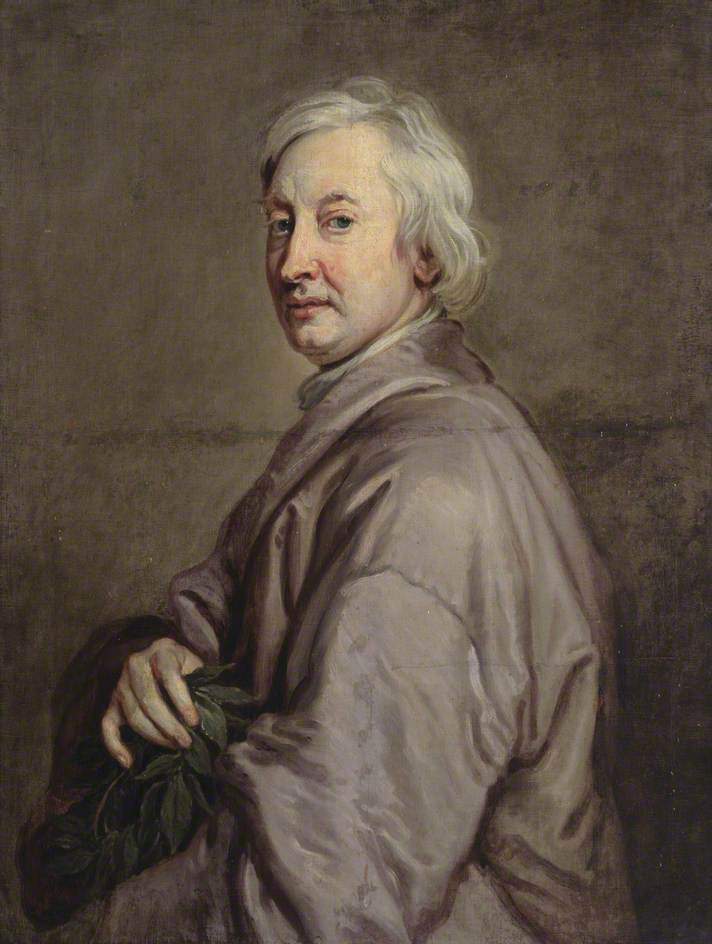
John Dryden por Sir Godfrey Kneller

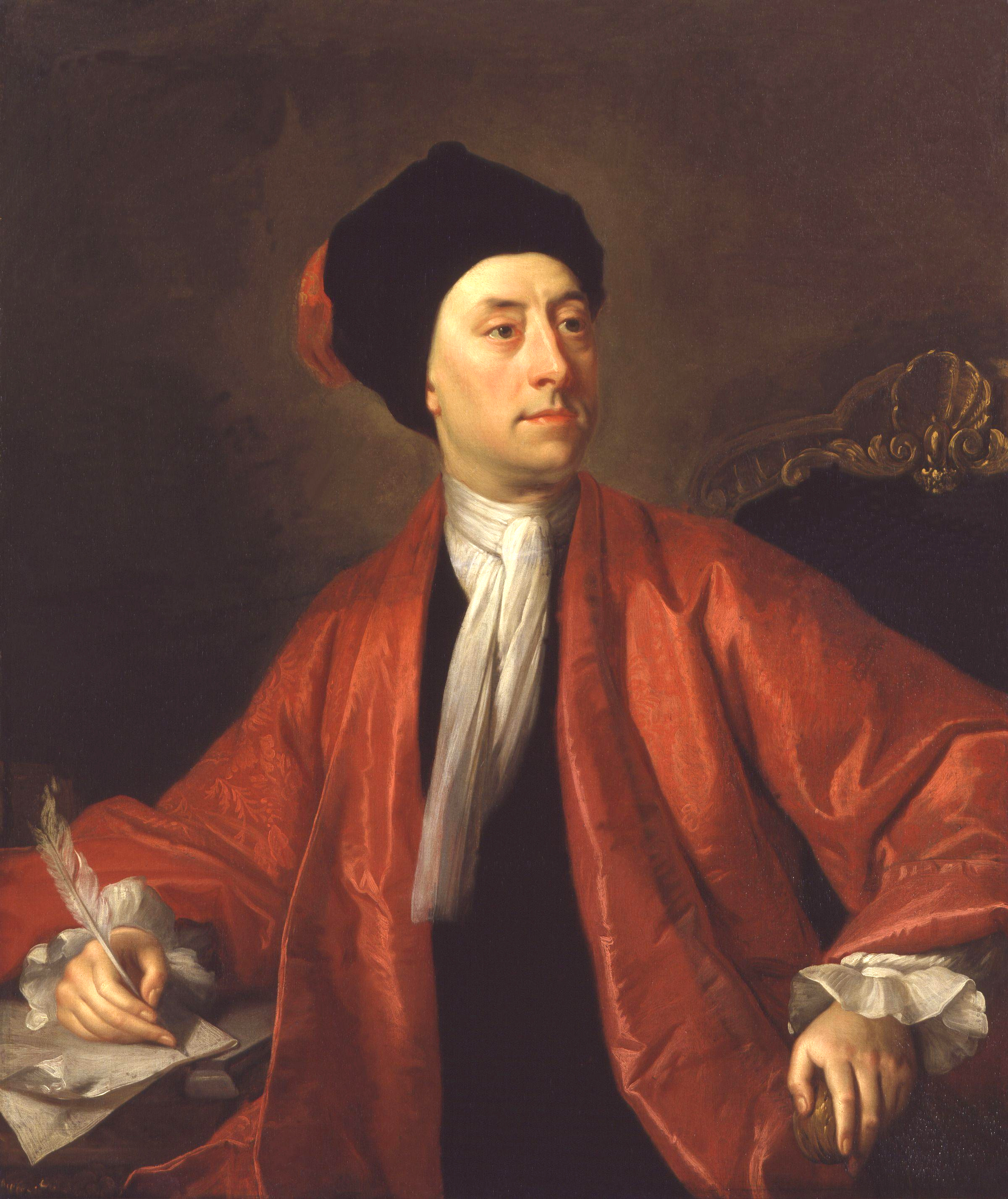
Matthew Prior por Thomas Hudson

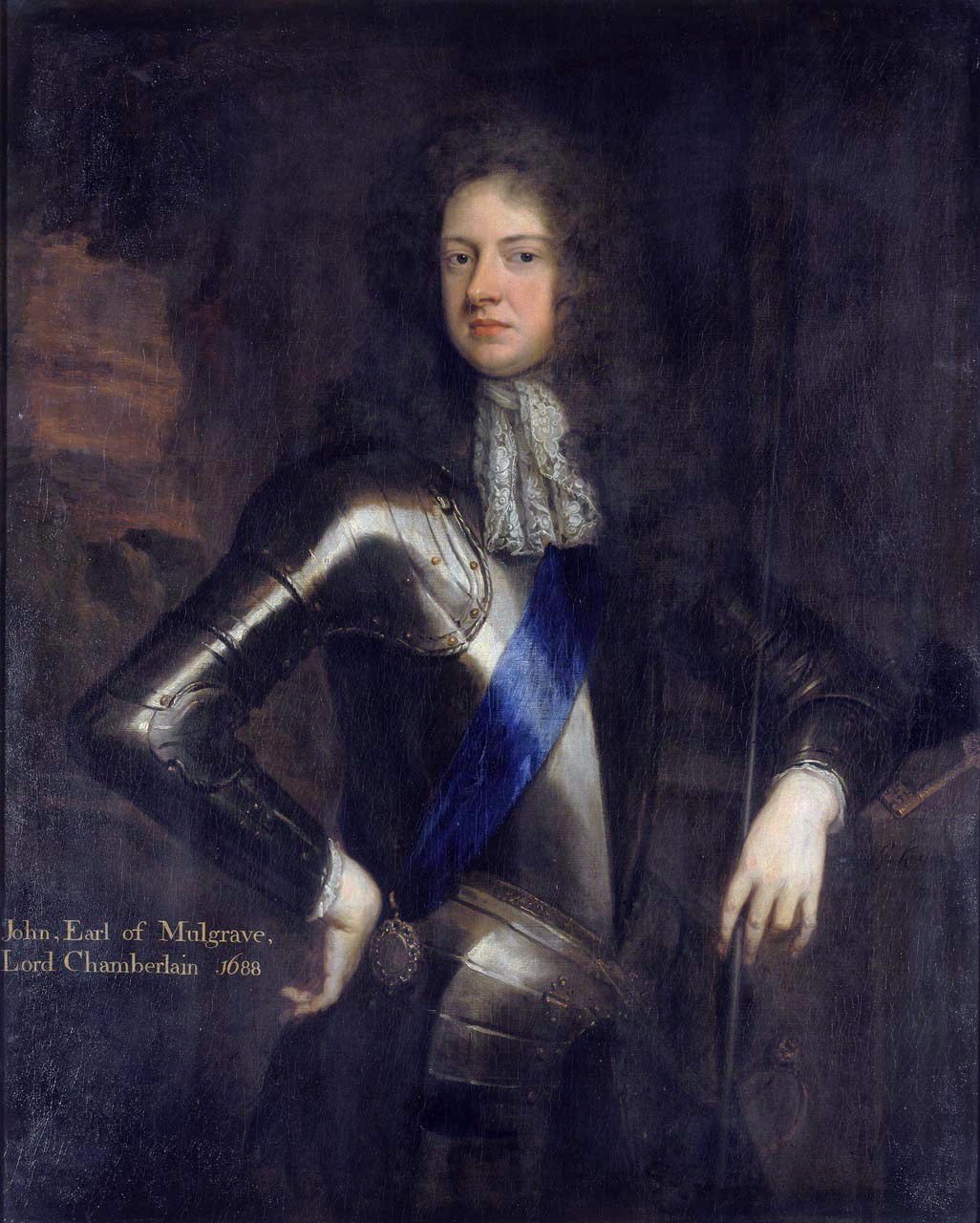
John Sheffield

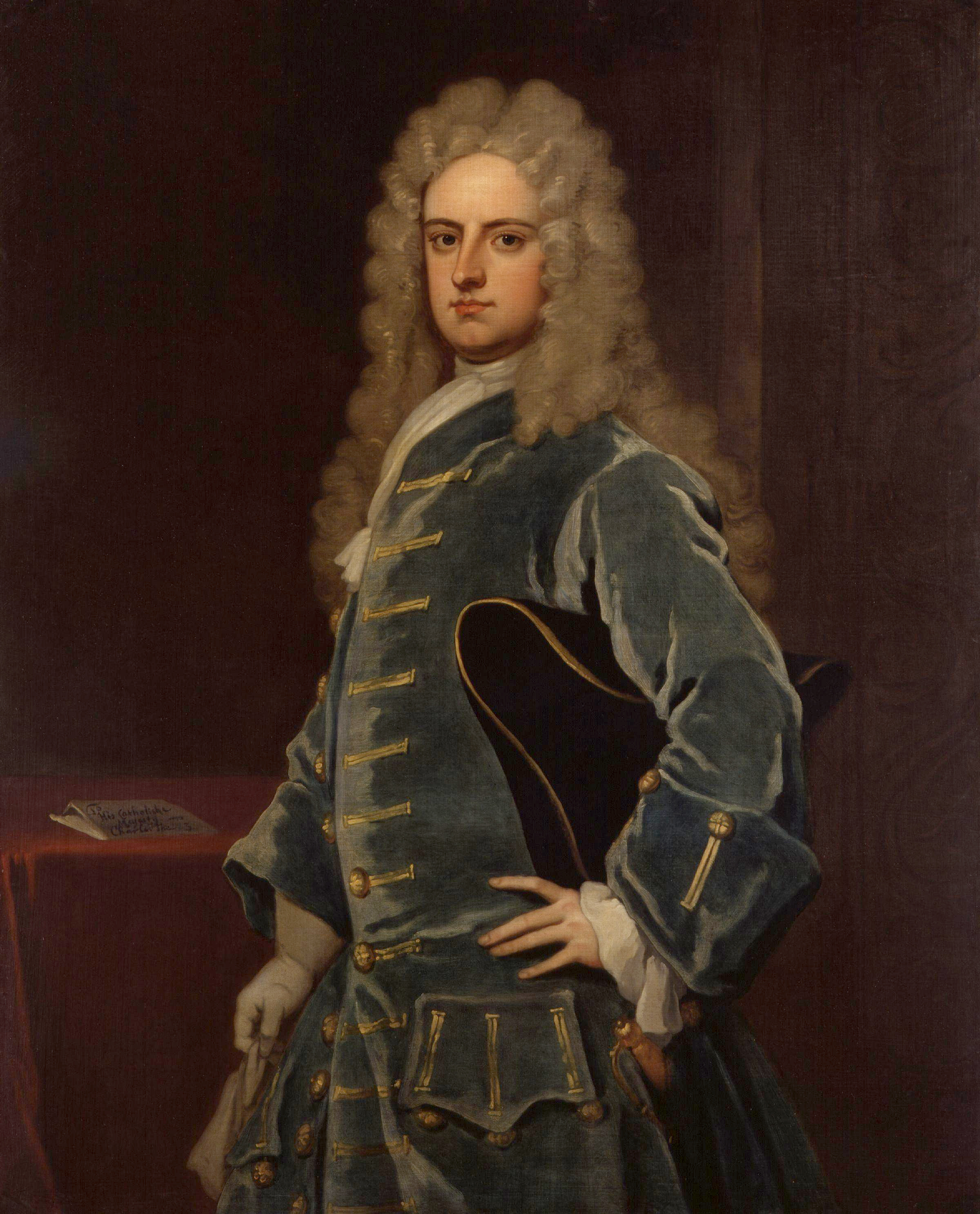
James Craggs the Younger por Sir Godfrey Kneller, Bt

### Monumentos de iglesias
- Abadía de Westminster, a John Dryden, 1720-21
- Abadía de Westminster, a John Sheffield, primer duque de Buckingham y Normanby, 1721-22
- Abadía de Westminster, a John Holles, primer duque de Newcastle upon Tyne, 1721-23
- Abadía de Westminster, a Matthew Prior, 1721-23
- Abadía de Westminster, a Ben Jonson c.1723
- Abadía de Westminster, a John Smith, 1723
- Iglesia de St Giles, Shipbourne a Christopher Vane, primer barón Barnard, 1723, reconstruido cuando la iglesia fue reconstruida
- Abadía de Westminster, a William Johnstone, primer marqués de Annandale, James Johnstone, segundo marqués de Annandale y su esposa Sophia Fairholm 1723
- Abadía de Westminster, a James Craggs the Younger 1724-27
- St Mary's Amersham, a Montague y Jane Drake, 1725
- SS. Peter y Paul, Aston, a Sir John y Lady Bridgeman, 1726
- SS. Peter y Paul, Mitcham, a Sir Ambrose y Lady Crowley, c.1727
- St Mary's Bolsover, a Henry Cavendish, segundo duque de Newcastle upon Tyne, 1727-28
- Abadía de Westminster, Katherine Bovey, 1727-28
- St Margaret's, Westminster, a Robert Stuart, 1728
- Iglesia de Todos los Santos, Bristol, a Edward Colston 1728-29
- Todos los Santos, Maiden Bradley, a Sir Edward Seymour, 4.º Baronet, 1728-30
- Abadía de Westminster, al Dr. John Friend, 1730-31
- Mausoleo de Turner, Iglesia de Kirkleatham, Monumento a Marwood William Turner, 1739-41
- Todos los Santos Soulbury, a Robert Lovett c.1740
- La iglesia parroquial de St Marylebone, su propio monumento (Gibbs fue enterrado en la iglesia anterior, 1754) sobrevive en la iglesia actual

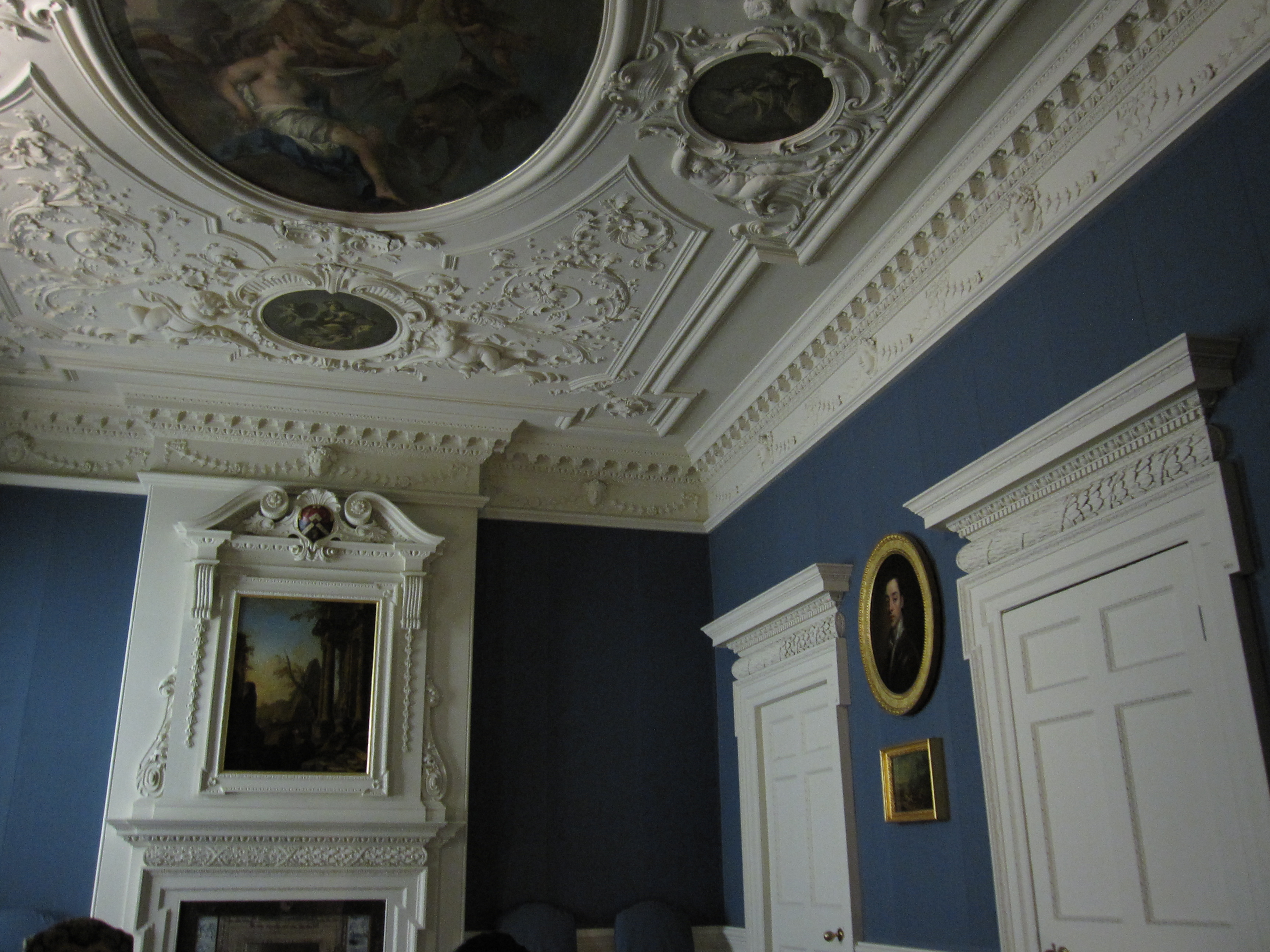
Salón del N.º 11 Henrietta Street V A

### Casas de Londres
- Casas en los Jardines Privy, Whitehall, Londres, 1710-11, demolidas 1807
- Burlington House, alas y columnas gemelas en la explanada, 1715-16, demolida
- Thanet House, Great Russell Street, 1719, demolida
- 9-11 Henrietta Street, 1723-27, demolida en 1956; el salón del No 11 se encuentra ahora en el Museo Victoria and Albert
- Calle Grosvenor 52, alteraciones 1727
- Savile House, 6 Leicester Square, 1733, demolida
- 25 Leicester Square, 1733-34 demolida
- 49 Great Ormond Street, nueva biblioteca, 1734, demolida
- 16 Arlington Street, 1734-40
- Casa en Mortimer Street, Marylebone, Londres 1735-40, demolida
- Casas en Argyll Street, Westminster 1736-1761
- Casa en Hanover Square, 1740, demolida

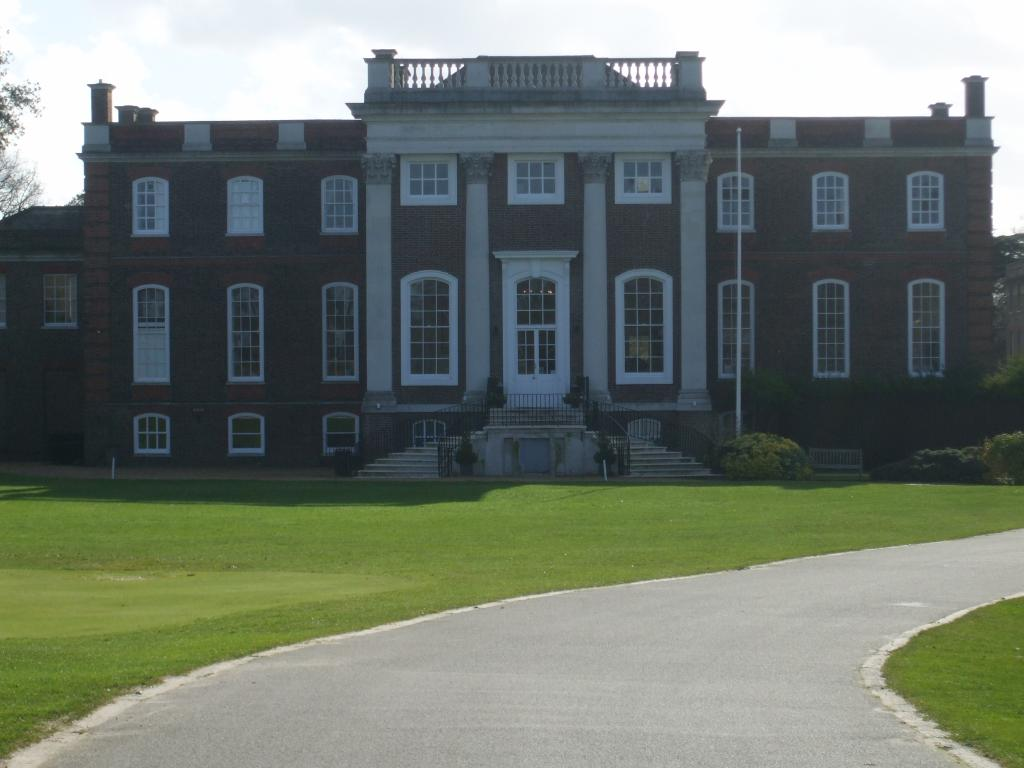
Sudbrook House - Petersham

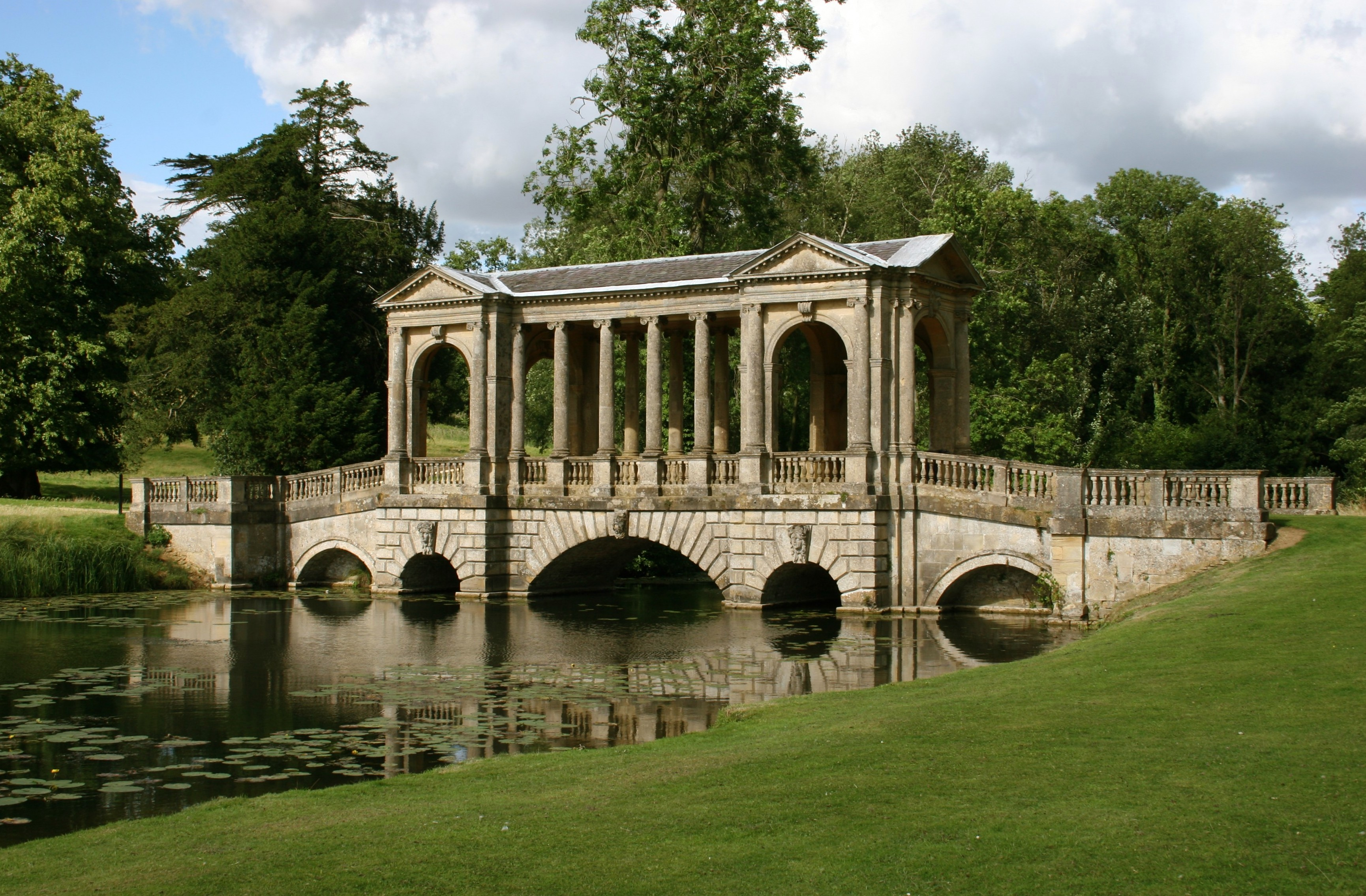
Stowe Park Palladian bridge

### Nuevas casas de campo
- Sudbrook Park, Petersham, 1715-19 (ahora Richmond Golf Club)
- Cannons, uno de los varios arquitectos involucrados, 1716-19, demolida 1747
- Shrewsbury House, Isleworth, 1718-22, demolida c.1810
- Ditchley House, 1720-7
- Antony House, Cornwall, 1720-4
- Balveny House, Banffshire, 1724, demolida en 1929
- Casa para Bartholomew Clarke y Hitch Young, Roehampton, c. 1724-29, demolida c. 1788
- Acton Place, Acton, Suffolk, c. 1725-26, demolida en 1825
- Whitton Place, Whitton, Londres, 1725-31, demolida en 1935
- Stowe House, varios templetes de jardín de 1726 a 1749
- Houghton Hall, uno de los varios arquitectos que trabajaron en el edificio, c. 1727-35
- Kelmarsh Hall, 1728-32
- Kirkleatham Hall, diseños 1728, probablemente no ejecutados
- Gumley House, Isleworth, 1729
- Hamstead Marshall, el trabajo se inició en una nueva casa en 1739, pero se abandonó después de que el cliente murió el año en que comenzó el trabajo
- Catton Hall, 1741
- Patshull Hall, Staffordshire. 1742-54. La casa fue completada por William Baker de Audlem[39]
- Bank Hall, Warrington, 1749-50 (ahora Ayuntamiento)

### Alteraciones a casas de campo existentes
- Orleans House, Twickenham, la sala del octágono, c.1716-21
- Alexander Pope's Villa, Twickenham, adiciones, 1719-20, demolida 1807-08
- Wimpole Hall, remodelación, incluida la Capilla 1722-27, nueva biblioteca y escalera principal 1732
- Fairlawne, Shipbourne, extensión, c.1723
- Hartwell House, Buckinghamshire, remodelación de interiores 1723-25
- Wentworth Castle, diseñó el revestimiento de madera en la galería 1724-25
- Compton Verney House, establos, 1740
- Hackwood Park, Hampshire, nuevo pórtico, 1740
- Badminton House, más remodelación del frente norte ya remodelado por William Kent, 1745
- Ragley Hall, interiores de la casa, el arquitecto original Robert Hooke los había dejado sin terminar, 1751-c.1760